# Biologia delle Ammonoidea
Le ammoniti sono molluschi cefalopodi, comparsi nel Devoniano Inferiore (Emsiano) ed estintisi intorno al limite tra Cretaceo e Terziario (400-65.5 Ma). Gli ammonoidi sono cefalopodi ectococleati, cioè dotati di conchiglia esterna, composta di carbonato di calcio sotto forma di aragonite e di conchiolina, una molecola organica secreta dall'organismo che fungeva da "matrice" per la crescita dei cristalli di carbonato. La struttura interna della conchiglia consta di tre parti:
- protoconca (camera embrionale), di forma globosa;
- fragmocono, suddiviso da setti[1] in camere interne; i setti sono attraversati da una struttura tubolare di fosfato di calcio, il sifone, che conteneva un organo scambiatore di fluidi;
- camera di abitazione: l'ultima camera (non settata) in cui era alloggiato il corpo molle dell'organismo.

La conchiglia di questi organismi, analogamente a quella degli attuali nautiloidi,  è configurata come un vero e proprio organo di galleggiamento, nel quale le camere interne erano riempite di gas e liquidi la cui pressione poteva essere controllata dall'organismo mediante il sifone, che permetteva lo scambio di fluidi tra le camere e il sangue del sistema circolatorio tramite un processo osmotico. In tal modo, l'animale poteva esercitare un controllo sul galleggiamento e sull'assetto in acqua, sia statico (a fermo) che dinamico (durante il nuoto).
Gli ammonoidi sono tra gli invertebrati fossili più noti al grande pubblico e tra le forme in assoluto più utilizzate in stratigrafia per la datazione delle rocce sedimentarie: le successioni stratigrafiche marine sono infatti per la maggior parte datate e correlate a scala regionale e globale utilizzando biozonazioni ad ammoniti.
Nonostante ciò, le conoscenze sicure riguardo al loro modo di vita sono assai scarse, per diversi motivi: 
- assenza di materiale fossile con parti molli conservate;
- si tratta di organismi che potevano essere sia planctonici che nectonici che necto-bentonici, che vivevano quindi entro la colonna d'acqua tra il fondale marino e la superficie e che dopo la morte cadevano in ogni caso sul fondale marino prima di essere eventualmente seppelliti e fossilizzarsi entro il sedimento: in queste condizioni non è possibile risalire in maniera diretta all'ambiente di vita originario;
- infine, la conchiglia degli ammonoidi poteva galleggiare per un certo periodo di tempo dopo la morte dell'organismo (circostanza verificata per gli attuali nautiloidi) ed essere trasportata passivamente da onde e correnti marine e costiere in aree e ambienti diversi da quelli di vita.

Per questi organismi, quindi, le ipotesi sulla fisiologia e sul contesto ecologico di appartenenza sono basate soprattutto sugli analoghi tuttora viventi (in particolar modo i nautiloidi), su studi paleoecologici basati sulle associazioni paleofaunistiche e su modelli fisico-matematici della conchiglia e soprattutto dell'insieme corpo-conchiglia.

## Anatomia del corpo
Dal momento che questi organismi sono estinti e non abbiamo esemplari fossili che rechino tracce consistenti delle parti molli, la ricostruzione dei loro tessuti viventi è congetturale, e non può che partire da analoghi attuali. I “parenti” più prossimi attualmente viventi sono i rappresentanti delle altre due sottoclassi che costituiscono i Cefalopodi attuali:
- Nautiloida, ovvero i nautiloidi, rappresentati attualmente da due soli generi e poche specie; sono dotati di una conchiglia rigida esterna (non avvolta dal mantello) con una camera d'abitazione e camere interne collegate da un sifone, con funzione di organo di galleggiamento. Sono il gruppo più antico (presente dal Cambriano Superiore), che sicuramente ha dato origine agli altri due.
- Coleoidea, i cefalopodi più diffusi nei mari e negli oceani attuali (seppie, polpi, calamari…); caratterizzati da una conchiglia interna, priva di camera d'abitazione, che nelle forme evolutivamente più avanzate tende a regredire fino alla scomparsa, tanto che il controllo del galleggiamento viene attuato mediante altri meccanismi, di tipo chimico. Rispetto ai nautiloidi, sono anche caratterizzati da una semplificazione dell'anatomia interna, con la diminuzione del numero di diversi organi: ad esempio, le branchie sono in numero di due mentre nei nautiloidi sono quattro (due paia).

Di questi due gruppi, senza dubbio i nautiloidi sono da considerarsi il più vicino dal punto di vista morfologico e funzionale, per le caratteristiche della loro conchiglia e il modo di vita che ne deriva (almeno in termini generali): l'assoluta maggioranza degli studi in materia considera infatti le ammoniti come molluschi ectococleati (dotati cioè di conchiglia esterna). Portano a questa conclusione due evidenze principali: l'assenza di impronte muscolari e vascolari sulla superficie esterna della conchiglia (a differenza, per esempio, delle belemniti) e la presenza di un'ornamentazione elaborata per gran parte dei gruppi di ammoniti (soprattutto mesozoici).
Sicuramente quindi la stragrande maggioranza delle ammoniti, se non tutte, utilizzava la conchiglia come protezione esterna e organo di galleggiamento, vivendo entro la camera d'abitazione. Da questo punto fermo, pur con molta prudenza, possiamo estrapolare altri elementi abbastanza “sicuri”.

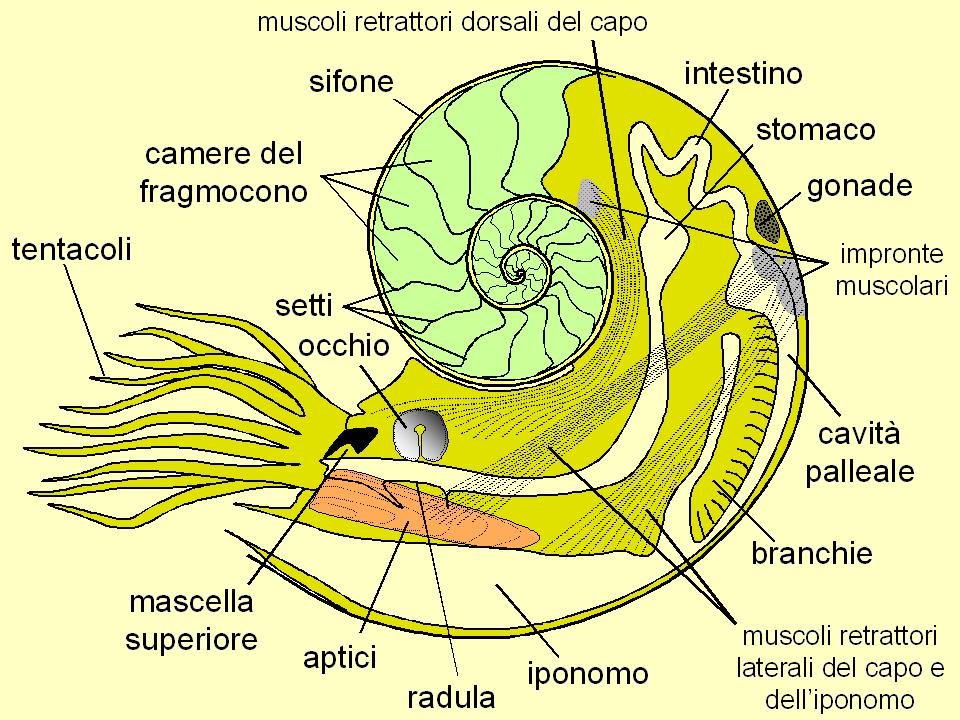
Schema idealizzato dell'anatomia di una tipica ammonite mesozoica. Sono riportati: il canale alimentare, le cavità principali del corpo, le strutture nutritive e difensive (mascelle e aptici), la probabile posizione degli occhi e le principali fasce muscolari. Rielaborazione da raffigurazioni e dati di Doguzhaeva e Mutvei (1991); Engeser (1996).

### Capo
Come per tutti i cefalopodi, le ammoniti avevano un capo differenziato che portava due occhi e le strutture nutritive (la massa boccale e le mandibole). Per quanto riguarda gli occhi, la maggior parte degli studiosi li considera simili a quelli relativamente primitivi dei nautiloidi, privi di lente, che funzionano come camere oscure: in grado quindi di percepire le sagome in movimento e di fornire immagini statiche abbastanza dettagliate, ma non di mettere a fuoco immagini a diversa distanza. Ben diversi sono invece gli occhi dei cefalopodi coleoidi, forniti di lente e cristallino, che infatti sono stati sviluppati come adattamento per permettere a questi organismi di tenere a fuoco le prede (o i predatori) durante un nuoto veloce e persino durante rapide evoluzioni o rotazioni del corpo. Questi movimenti sono normali per i coleoidi (incluse probabilmente le belemniti estinte), forniti di pinne a movimento ondulatorio e con conchiglia interna più o meno ridotta, ma impossibili per organismi a conchiglia esterna e nuoto relativamente lento come i nautiloidi e le ammoniti, che si affidavano a una strategia diversa per la sopravvivenza, legata alla difesa costituita dalla conchiglia stessa. Alcuni ricercatori tuttavia considerano le ammoniti come organismi complessivamente più avanzati rispetto ai nautiloidi (pur essendo come loro ectococleati), che potevano raggiungere velocità maggiori, (considerando anche la maggiore frequenza di conchiglie di forma lenticolare, a profilo idrodinamico), e che quindi avrebbero potuto avere un apparato visivo più simile a quello dei Coleoidea.
Le strutture nutritive delle ammoniti erano diverse da quelle dei nautiloidi e dei coleoidi. Probabilmente la maggior parte di tali molluschi era dotata di mascelle superiori simili a “becchi”, prevalentemente chitinose, ma in qualche caso mineralizzate (calcitizzate). Le mascelle inferiori potevano in vari casi essere simili a quelle superiori. Tuttavia, in quasi tutta la loro storia evolutiva e soprattutto nel Mesozoico, numerose ammoniti svilupparono anche strutture organiche o calcitiche molto particolari, gli aptici, che sono stati interpretati in molti casi come strutture mandibolari, anche se è tuttora in discussione se potessero (vedi capitolo relativo) fungere da opercoli. Nel capo era localizzato anche il tratto iniziale (faringe) dell'apparato digerente, con una radula, organo chitino-fosfatico composto di varie serie di elementi dentellati con funzioni masticatorie, comune a tutti i molluschi più evoluti (gasteropodi e cefalopodi). La radula delle ammoniti era composta di sette elementi per serie, e differisce notevolmente per forma e numero di elementi nei diversi gruppi di ammoniti. Si tratta di una struttura di notevole significato tassonomico, ma poco utilizzabile perché si è conservata raramente, in quanto di natura prevalentemente organica.

### Iponomo (imbuto)
Le ammoniti, come tutti gli altri cefalopodi, dovevano avere quest'organo particolare, derivato da una modificazione del piede ancestrale dei molluschi, che permette la locomozione con un meccanismo a “idrogetto”, espellendo l'acqua in avanti e determinando il moto retrogrado dell'animale. L'iponomo ha anche la funzione di permettere la circolazione dell'acqua intorno alle branchie e di espellere le deiezioni organiche e i prodotti delle gonadi. Nei Coleoidea, l'iponomo è un semplice tubo cavo, poco muscolarizzato perché il mantello svolge l'azione principale di “pompaggio” ed espulsione dell'acqua. Nei Nautiloida l'iponomo è composto da due lembi muscolari, giustapposti sul lato ventrale dell'organismo, e svolge la maggior parte del lavoro (coadiuvato dai muscoli retrattori del capo), mentre il mantello (solidale con la conchiglia) è poco muscolarizzato. È probabile che l'iponomo delle ammoniti fosse più simile a quello dei nautiloidi come struttura generale, anche se sicuramente non era del tutto analogo per morfologia e modo di funzionare. Infatti, mentre la conchiglia dei nautiloidi ha nell'assoluta maggioranza dei casi un seno iponomico, cioè un'inflessione dell'apertura che permetteva all'animale di orientare l'iponomo, nella maggior parte delle ammoniti (e soprattutto nelle forme più evolute) il seno iponomico non è presente. Anzi, spesso sono presenti proiezioni ventrali simili a rostri che non dovevano facilitare la mobilità di un organo simile a quello dei nautiloidi, a meno che non fosse molto sporgente rispetto all'apertura. Un'altra possibilità (vedi il capitolo sul locomozione e assetto) è che le ammoniti fossero in grado di orientare l'apertura in misura maggiore rispetto ai nautiloidi: avessero cioè un maggiore controllo sull'assetto della conchiglia. Inoltre, la maggiore lunghezza della camera d'abitazione delle ammoniti e la diversa disposizione delle impronte muscolari rispetto ai nautiloidi fa pensare che il meccanismo di funzionamento non fosse del tutto comparabile.

### Tentacoli
Tutti i cefalopodi hanno questo tipo di arti, per la cattura e la manipolazione delle prede. Come l'iponomo, i tentacoli derivano dalla trasformazione di una parte del piede. Studi embriologici recenti condotti su esemplari di Nautilus mantenuti in acquario, hanno consentito di appurare che i tentacoli derivano da diverse serie di escrescenze epipodiali disposte lungo il piede ancestrale (presente nei primi stadi embrionali dei nautiloidi, il gruppo-origine dei cefalopodi). Quindi, sicuramente le ammoniti avevano dei tentacoli. Quello che non è chiaro è quanti ne avessero e se avessero sviluppato strutture atte a facilitare la presa, simili alle ventose o agli uncini cornei di molti Coleoidea (e delle belemniti a loro contemporanee). Il numero dei tentacoli è ancora oggetto di speculazione, poiché non sono stati tuttora rinvenuti fossili di ammoniti in senso stretto recanti l'impronta dei tentacoli. Nei cefalopodi attuali si riconoscono due tipi di organizzazione: quello dei nautiloidi attuali, che hanno un grande numero di tentacoli (94) privi di ventose, e quello dei coleoidi, che ne hanno dieci, ridotti a otto negli Octopoda (come i polpi), dotati di ventose, cirri (piccole appendici muscolarizzate) o uncini cornei. Dieci tentacoli sono stati riscontrati in esemplari fossili appartenenti ad un gruppo di cefalopodi del Devoniano, gli Sphaerortocerida, relazionato originariamente con i Coleoidea ma recentemente ricollegato ai Bactritida, il gruppo che si ipotizza all'origine degli Ammonoidea. Da un punto di vista teorico, quindi, è probabile che le ammoniti potessero averne dieci, e questa è la tendenza attualmente più seguita nell'ambito della ricerca. Quanto alla presenza di eventuali strutture prensili, non sono mai stati riscontrati uncini in associazione primaria con ammoniti fossili, anche nei casi meglio conservati. Non vi è ancora modo di sapere se avessero ventose o strutture analoghe, ma Engeser (1996) osserva che nell'evoluzione dei Coleoidea, le forme più antiche (come le belemniti) sono tutte dotate di uncini cornei: altre strutture come ventose e cirri sono state sviluppate in tempi relativamente recenti e derivano verosimilmente da strutture organiche carnose a supporto degli uncini stessi: quindi i tentacoli delle ammoniti, che non hanno mai sviluppato uncini, ne erano probabilmente prive ed erano quindi più simili a quelli dei nautiloidi, qualunque fosse il loro numero.

### Mantello
Tessuto vivente, che avvolge gli organi interni con funzione di contenimento e secerne la conchiglia. Nei nautiloidi attuali è formato da due lembi (dorsale e ventrale), ed essendo inoltre leggermente muscoloso concorre con l'iponomo alla circolazione esterna ed interna dell'acqua. Contiene la massa viscerale e la cavità celomatica o celoma, organo pieno di un liquido peculiare (liquido celomatico), con funzioni di contenimento e protezione degli organi viscerali.

### Massa viscerale
La massa viscerale è racchiusa nel mantello. Nei cefalopodi comprende:
- l'apparato digerente, che include un canale alimentare costituito da esofago stomaco e intestino, il tutto circondato da un'ampia ghiandola digestiva con funzione epato-pancreatica;
- l'apparato circolatorio, che in tutti i cefalopodi attuali è composto da un cuore principale sistemico, circondato da un pericardio e due cuori branchiali, tutti collegati ad un sistema arterioso e venoso;
- il sistema nervoso comprendeva sicuramente (come per Nautiloida e Coleoidea) un “cervello” circum-esofageo composto da un sistema di gangli collegati tra loro e diversi canali neurali che permettevano l'innervamento del corpo. Il cervello, come negli altri cefalopodi, era verosimilmente protetto da una capsula cartilaginea;
- l'apparato escretore, costituito da nefridi (reni), in numero di due (come nei Coleoidea) o di quattro (Nautiloida), collegati al sistema circolatorio;
- l'apparato riproduttore, (le gonadi) era verosimilmente situato nella regione postero-ventrale del corpo, e comunicante con la cavità palleale. I sessi erano certamente separati, con un dimorfismo sessuale molto spinto, che si manifesta in differenze marcate nelle dimensioni e talora nell'ornamentazione della conchiglia per i due sessi (vedi il capitolo dedicato), anche se non è tuttora chiaro quali fossero i maschi e quali le femmine. Come per tutti i cefalopodi attuali, probabilmente la riproduzione avveniva senza una vera e propria copula, ma mediante tentacoli (forse modificati) con i quali i maschi inserivano direttamente gli spermatofori nella cavità palleale delle femmine.

L'organizzazione generale doveva essere simile a quella degli altri cefalopodi e in particolare a quella dei nautiloidi, anche se diversi dettagli sono tuttora incerti.

### Cavità branchiale
La cavità branchiale (o cavità palleale), in fondo all'iponomo, è completamente avvolta nel mantello e contiene le branchie, che nei cefalopodi attuali hanno una struttura lamellare e sono costituite da vari elementi (foliole). Il numero delle branchie è un carattere tassonomico di primaria importanza per i cefalopodi attuali, suddivisi in tetrabranchiati e dibranchiati. Ovviamente, questo elemento non è utilizzabile nelle forme estinte, per le quali si preferisce una classificazione basata sulla morfologia della conchiglia. Storicamente, le ammoniti sono tuttavia state a lungo classificate tra i Tetrabranchiata, per la loro somiglianza con i nautiloidi, anche se non mancano studiosi che ne hanno ipotizzato una collocazione tra i Dibranchiata, in quanto forme più avanzate dei nautiloidi e probabilmente più simili ai coleoidi.

### Cordone sifonale
Nei Nautiloida, e nei Coleoidea muniti di fragmocono, il mantello si prolunga posteriormente in un cordone carnoso che attraversa tutti i setti della conchiglia, fino alla loggia embrionale, o protoconca. Quest'organo ha la funzione di regolare il contenuto gassoso delle camere della conchiglia. Nei nautiloidi attuali il sifone non comunica con la cavità celomatica: si tratta di un semplice processo vascolare del mantello la cui cavità costituisce un vaso venoso e la cui parete contiene una ramificazione dell'arteria palleale. Il sifone è ricoperto nella maggior parte delle ammoniti da un sottile tubo totalmente o parzialmente calcificato. Non sono mai presenti depositi intrasifonali di carbonato di calcio, che invece sono comuni tra i nautiloidi.

### Apparato muscolare

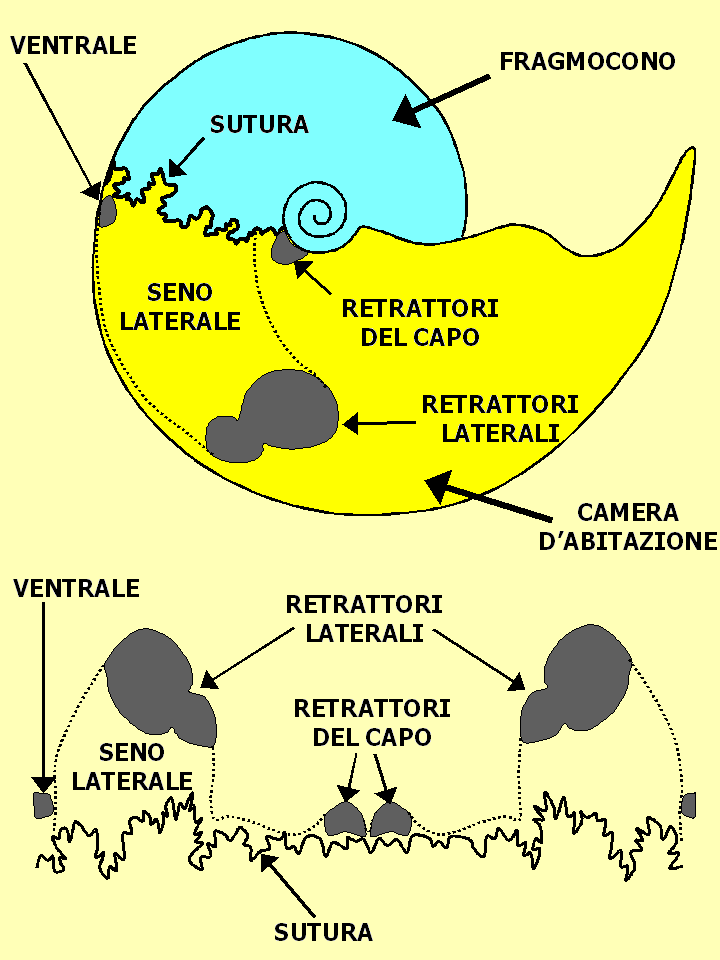
Schema delle impronte muscolari più frequenti riscontrabili nella camera d'abitazione di un ammonoide. Da Doguzhaeva e Mutvei (1991); Engeser (1996); modificato.

Il corpo molle delle ammoniti, sia pure limitatamente, era mobile all'interno della conchiglia: poteva ad esempio essere ritratto completamente o in parte entro la conchiglia, o al contrario estroflesso; strutture come le mascelle e gli aptici potevano essere mosse e dislocate in posizioni diverse; l'iponomo poteva essere orientato per dirigere il movimento dell'organismo. Tutti questi movimenti richiedevano fasce muscolari che dovevano essere fissate per un'estremità alla parte interna della camera d'abitazione (il solo supporto rigido disponibile). Le impronte lasciate dall'attaccatura di questi muscoli sono state riscontrate in parecchi esemplari fossilizzati, e il loro studio ha dato un importante contributo alla comprensione delle fisiologia delle ammoniti. I muscoli principali di cui si è trovata traccia sono:
- Muscoli retrattori del capo. I nautiloidi attuali hanno due paia di muscoli retrattori, fissati alla parete interna posteriore della camera d'abitazione, nella parte latero-dorsale, con due marcate impronte reniformi. Queste fasce muscolari costituiscono anche il “soffitto” della cavità palleale, e la loro contrazione, coordinata con il movimento dell'iponomo, permette la propulsione a idrogetto dell'organismo. Anche le ammoniti avevano un paio di impronte muscolari in posizione postero-dorsale, subito davanti all'ultima sutura del fragmocono. Sono però di solito molto più piccole di quelle dei nautiloidi, e poiché la camera d'abitazione delle ammoniti è anche mediamente più lunga, è poco probabile che queste fasce muscolari, spostate verso il dorso del giro, potessero influenzare la contrazione delle pareti della cavità palleale: la loro funzione doveva quindi essere principalmente di retrattori.
- Muscoli retrattori laterali. In diverse forme di ammoniti si hanno anche cospicue impronte laterali (due paia, un paio per lato) che sono state interpretate[9] come retrattori laterali del capo (probabilmente collegati anche al movimento degli aptici) e retrattori dell'iponomo (adibiti al "pompaggio" dell'acqua all'interno della cavità palleale).
- Muscoli medio-dorsali e medio-ventrali. Sono presenti anche impronte singole, una ventrale e talora una dorsale che supportavano fasce muscolari con funzione ancora poco chiara nelle ammoniti, che però si suppone in generale di fissaggio della regione posteriore del mantello alla conchiglia.

## Locomozione e assetto
È largamente accettato tra i ricercatori che questi organismi avessero un iponomo (imbuto), come tutti i cefalopodi viventi conosciuti, e che assomigliasse nella struttura generale a quello dei nautiloidi. In questi ultimi, vi sono due meccanismi principali che consentono il tipico moto retrogrado:
- un'oscillazione continua dei due lembi dell'iponomo, che causa una debole corrente d'acqua e un movimento lento all'indietro;
- una contrazione improvvisa della cavità palleale, per opera dei muscoli estensori, che causa un potente getto d'acqua e conseguentemente un movimento veloce.

Il modo di spostarsi delle ammoniti, considerando le analogie anatomiche generali con i nautiloidi, doveva essere sostanzialmente simile.

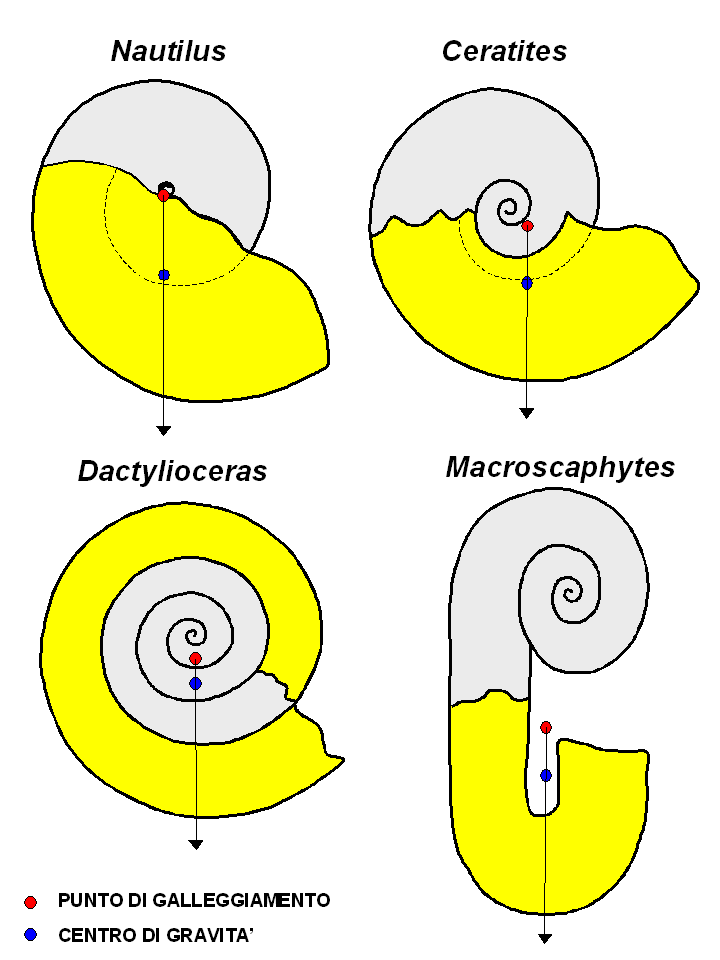
Determinazione dell'assetto della conchiglia di Nautilus e di alcune forme di ammoniti mesozoiche in base alla posizione del centro di gravità e del punto di galleggiamento, e dell'estensione della camera d'abitazione (in giallo). Da Brouwer (1972), modificato.

Per quanto riguarda l'assetto dell'organismo in acqua, a conchiglia ferma i due fattori fondamentali che lo governano sono:
- il centro di gravità dell'organismo (insieme della conchiglia e del corpo del mollusco);
- il punto di applicazione della spinta idrostatica o punto di galleggiamento dell'organismo stesso.

Il centro di gravità dell'organismo è determinato sia dal centro di gravità del corpo che da quello della conchiglia. Tuttavia, il peso della conchiglia nel Nautilus attuale è praticamente trascurabile rispetto a quello del corpo (il volume della sostanza del guscio è circa 1/16 del volume totale), e questo vale a maggior ragione per le ammoniti, dotate generalmente di un guscio ancora più sottile e leggero: quindi si può assumere con buona approssimazione come centro di gravità dell'organismo quello della camera d'abitazione della conchiglia. Il punto di galleggiamento corrisponde invece al centro di gravità del volume d'acqua spiazzato dall'intero organismo, e può essere identificato con il baricentro della conchiglia (considerata nella sua interezza).
Perché la conchiglia sia in equilibrio stabile in acqua, il centro di gravità deve trovarsi esattamente sotto il punto di galleggiamento, e la stabilità dell'assetto sarà tanto maggiore quanto più i due punti saranno distanti. La forma della conchiglia e soprattutto l'estensione della camera d'abitazione sono infatti fondamentali per ricostruire la posizione di equilibrio (e quindi la posizione di vita) di questi organismi. La stabilità è massima per ammoniti e nautiloidi la cui camera d'abitazione occupa circa metà dell'ultimo giro e minima per le forme in cui la camera d'abitazione è pari ad un giro intero. Se la camera d'abitazione è maggiore di un giro, la stabilità aumenta nuovamente fino all'ampiezza di un giro e mezzo.
Le ammoniti in cui la camera d'abitazione occupava metà dell'ultimo giro (forme brevidome) erano decisamente stabili, e l'apertura della conchiglia doveva essere rivolta verso l'alto, con varie inclinazioni (similmente ai nautiloidi attuali). Le forme con camera d'abitazione più lunga (forme longidome), nell'ipotesi che il corpo la occupasse interamente e non avesse alcuna mobilità, avrebbero avuto un assetto molto meno stabile. È stato però ipotizzato (e questa è la tendenza prevalente attualmente nell'ambito della ricerca) che l'animale potesse correggere l'assetto della conchiglia con movimenti di contrazione e di estrusione del corpo. In questo caso, quindi, l'orientazione dell'apertura era variabile, e durante la locomozione (corrispondente alla massima estrusione del corpo dalla conchiglia) doveva essere rivolta prevalentemente in avanti.

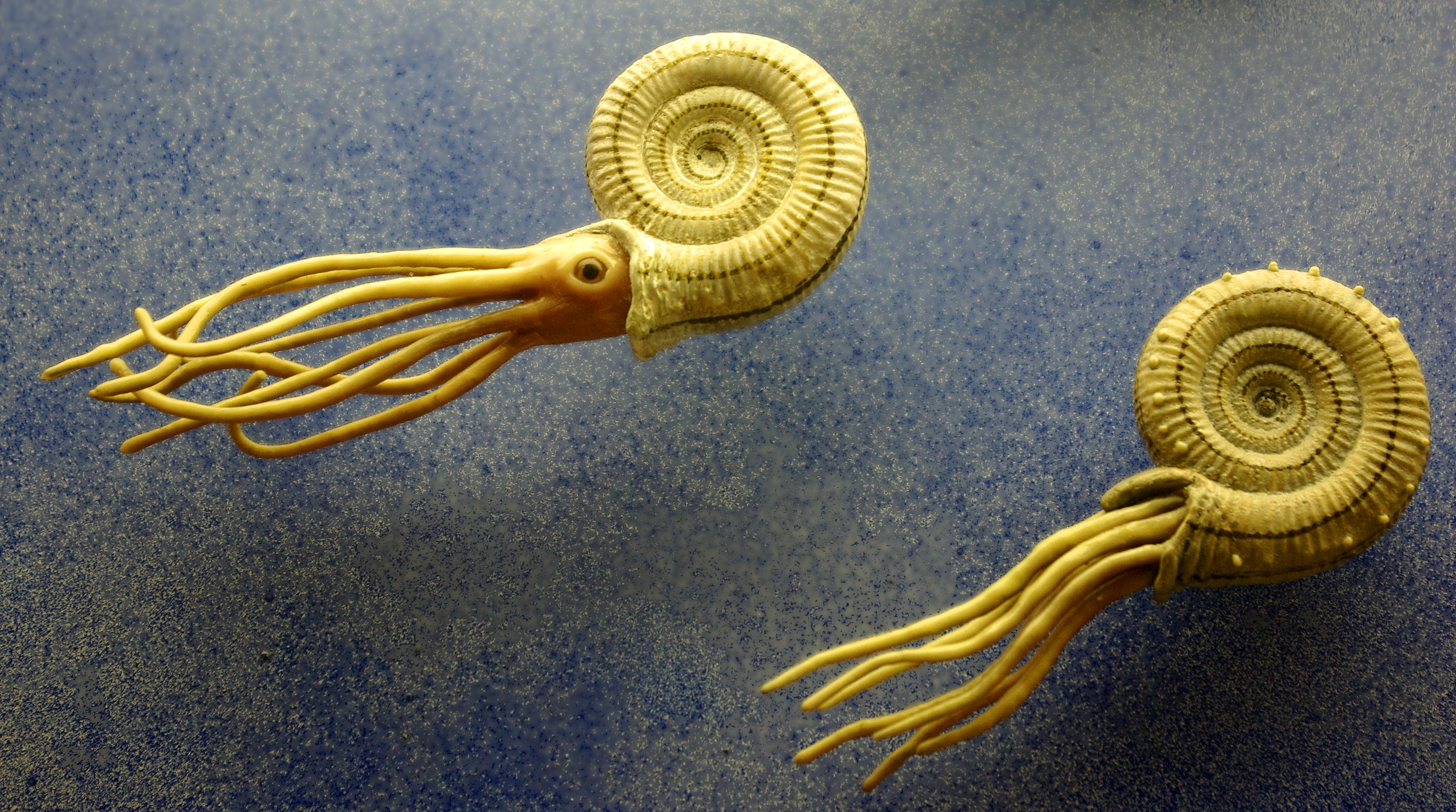
Ricostruzione di ammoniti serpenticone e longidome (Dactylioceras) in posizione di vita con l'apertura correttamente rivolta in avanti, non verso l'alto come negli attuali nautiloidi e in altre ammoniti con la camera d'abitazione breve. L'ornamentazione a spirale è basata su esemplari di ammoniti (non dello stesso genere) ritrovati con la pigmentazione originale conservata. Gli aptici in questa ricostruzione (piuttosto datata) sono interpretati come opercoli e piazzati sulla parte superiore del capo, come un omologo del "cappuccio" degli attuali nautiloidi

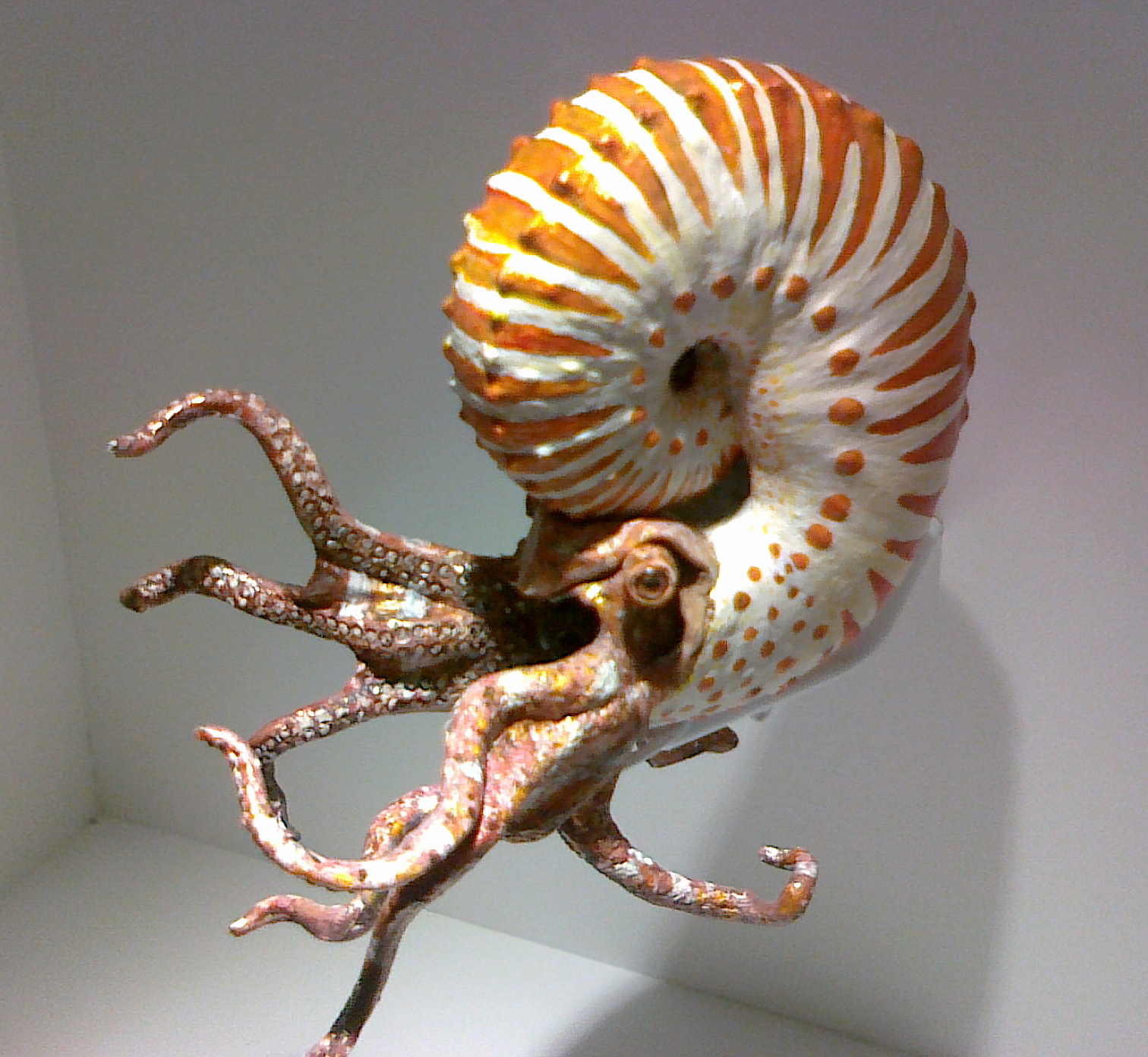
Ricostruzione di ammonite secondo un modello anatomico che si discosta maggiormente rispetto ai nautiloidea

Tutte le ammoniti derivano da forme primitive ortoconiche, prive di avvolgimento, che sono concordemente individuate nei Bactritida, un gruppo di posizione sistematica ancora incerta del Devoniano. Nel Devoniano Inferiore si assiste a una rapida evoluzione dai Bactritida ai Goniatitida più primitivi, che avviene morfologicamente da forme ortocone verso forme cirtocone (variamente ricurve, ma mai avvolte in un giro completo), criocone (tendenzialmente planispirali, con giri non a contatto tra loro), e infine a forme planispirali di tipo advoluto (con giri molto prossimi tra loro o tangenti) ed evoluto (con debole ricopertura dei giri). Si ha complessivamente un graduale aumento del grado di curvatura della conchiglia e la modificazione di altri parametri, soprattutto D e W (vedi capitolo dedicato alla morfometria), che portano al dislocamento del fragmocono sopra la camera d'abitazione e ad un graduale spostamento del seno iponomico (e quindi della direzione dell'iponomo stesso) in posizione anteriore, con importanti conseguenze:
- maggiore stabilità dell'assetto: è intuitivo che la morfologia della conchiglia dei Bactritida non è molto favorevole al nuoto attivo, mentre le forme criocone e planispirali risultano sempre più “compatte”, meno soggette alla possibilità di uno sbilanciamento e più idrodinamiche;
- orientazione più favorevole dell'iponomo, con maggiore efficienza della propulsione a "idrogetto" e maggiore velocità di nuoto;
- minore energia richiesta per assumere una postura atta allo spostamento: i Bactritida dovevano portarsi dalla posizione "di riposo" verticale in posizione prossima all'orizzontale (forse allagando parzialmente le camere del fragmocono) per potersi spostare utilizzando l'iponomo, mentre le forme tendenzialmente planispirali richiedono movimenti di minore escursione e tempi molto più ridotti.

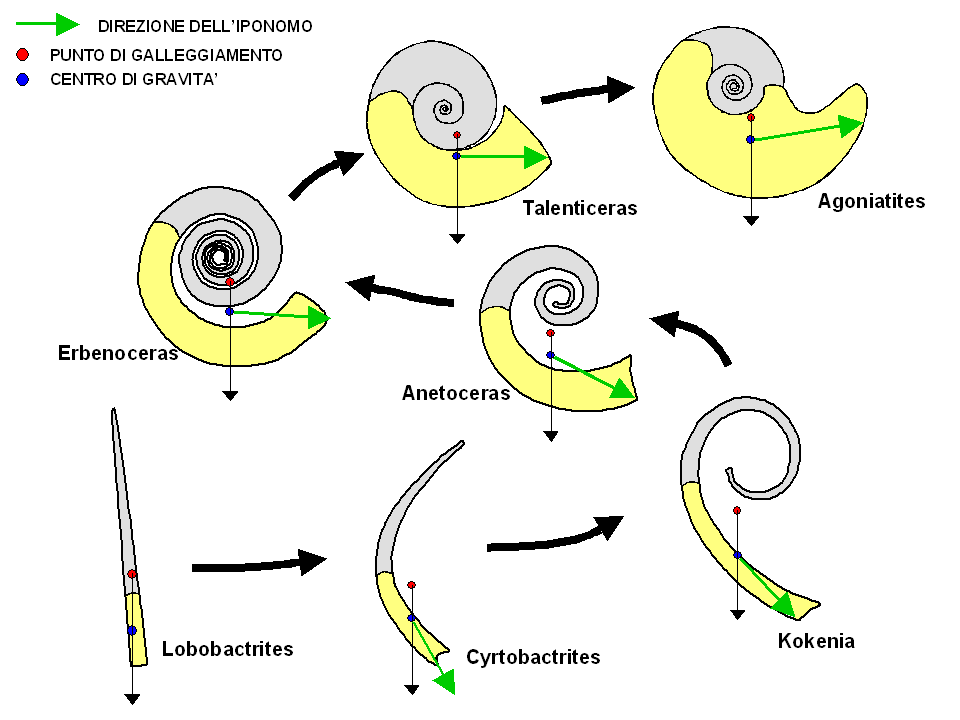
Schema di evoluzione della morfologia e dell'assetto della conchiglia dai Bactritida (forme ancestrali degli Ammonoidea) ai primi Goniatitida nel Devoniano Inferiore (Klug e Korn, 2004, semplificato). La posizione di vita è stata determinata attraverso l'analisi sperimentale dell'assetto su modelli di conchiglia per diversi generi rappresentativi.

Se per le forme planispirali la determinazione dell'assetto è relativamente semplice, questo tipo di ricostruzione risulta particolarmente complessa per le forme eteromorfe (soprattutto quelle ad avvolgimento tridimensionale), e comunque i risultati sembrano aprire non pochi problemi di interpretazione. Nelle forme ad avvolgimento scaficono, l'apertura (sempre assumendo che il corpo occupasse tutta la camera d'abitazione), doveva essere rivolta verso l'alto (vedi ancora la figura a fianco). D'altro canto, questa postura appare poco compatibile con uno stile di vita necto-bentonico o bentonico, e diversi autori hanno ipotizzato che questi organismi potessero variare l'assetto della conchiglia per portare l'apertura in posizione meno “anomala”. Due sono i meccanismi ipotizzati (figura sotto):
- spostamento dei fluidi interni al fragmocono (Kakabadze e Sharikadze, 1993): l'animale avrebbe allagato selettivamente alcune camere d'aria. La massa addizionale avrebbe quindi spostato il centro di gravità dell'organismo verso l'alto, rendendo la conchiglia instabile. Un'ulteriore immissione di liquido camerale avrebbe quindi causato lo sbilanciamento e la rotazione della conchiglia fino ad un nuovo punto di equilibrio, con l'apertura in posizione anteriore.
- spostamento della massa corporea del mollusco (Monks e Young, 1998): l'animale non occupava l'intera camera d'abitazione e lo spostamento della sua massa corporea avrebbe variato la posizione del centro di gravità.

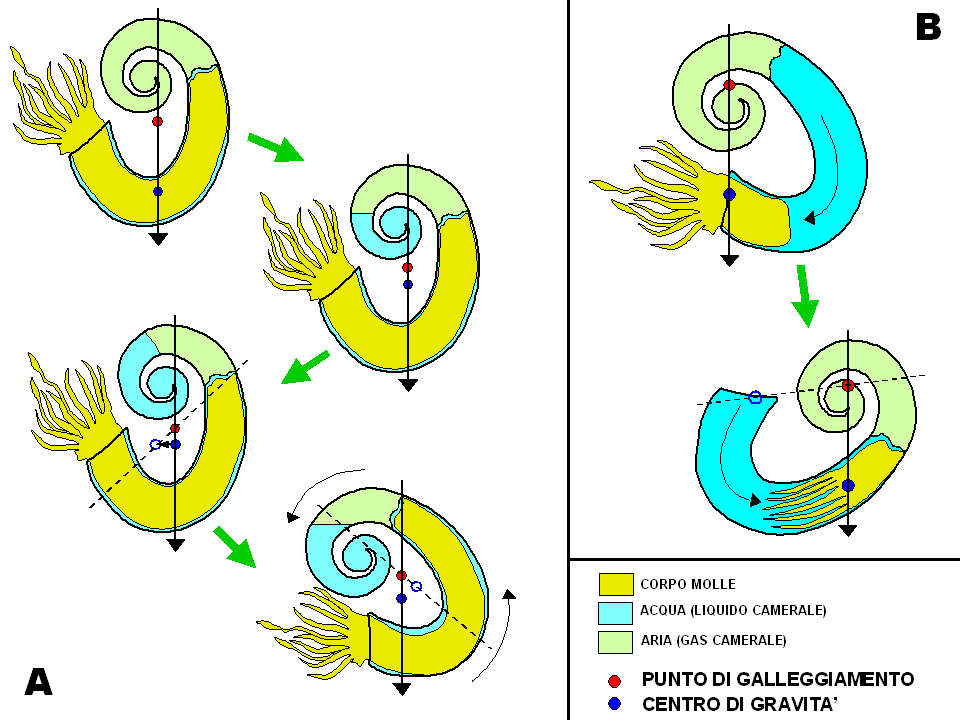
Due ipotesi sul controllo dell'assetto da parte delle ammoniti eteromorfe (forme scaficone). A) Ipotesi di Kakabadze e Sharikadze (1993): l'animale occupa l'intera camera d'abitazione; la correzione dell'assetto avviene spostando il centro di gravità dell'organismo mediante allagamento parziale del fragmocono. B) Ipotesi di Monks e Young (1998): il corpo del mollusco occupa solo parzialmente la camera d'abitazione e la correzione dell'assetto viene attuata dall'animale spostandosi materialmente lungo la camera d'abitazione. Notare che nel caso B il punto di galleggiamento coincide sostanzialmente con il baricentro del fragmocono, perché la camera d'abitazione è riempita per la maggior parte d'acqua e non partecipa che in misura minima alla spinta di galleggiamento.

Entrambi i modelli presentano delle criticità non indifferenti.
Il modello di Kakabadze e Sharikadze, supponendo che questo meccanismo servisse per il controllo dell'assetto della conchiglia durante il nuoto o come reazione di difesa alla predazione, implica che lo spostamento dei fluidi all'interno del fragmocono avvenisse con una certa rapidità (secondi o al più minuti). Tuttavia nei nautiloidi attuali, che costituiscono l'analogo disponibile più simile alle ammoniti, le variazioni di distribuzione dei fluidi nelle camere d'aria sono molto più lente, dell'ordine delle ore, e non vi sono evidenze che nelle ammoniti i tempi potessero essere molto diversi (anche se per la verità non sappiamo nulla dei ritmi di vita di questi organismi). 
Il modello di Monks e Young è ingegnoso ma sembra non tenere conto del fatto che questi organismi avevano pur sempre un sifone che doveva collegarli al fragmocono: nelle ammoniti si tratta di un organo sottile e verosimilmente delicato che non è chiaro come potesse seguire i movimenti (in questo caso liberi e ad escursione piuttosto ampia) dell'animale all'interno della camera d'abitazione. 
Tutti questi modelli, quindi, richiedono assunzioni notevoli sulla fisiologia delle ammoniti eteromorfe, non confermabili con il materiale fossile ad oggi conosciuto, e perciò non sono conclusivi. Un'altra tendenza molto diffusa nell'ambito della ricerca è quella di considerare queste forme (per lo meno nello stadio adulto) come planctoniche: quindi sostanzialmente incapaci di nuoto attivo e trasportate dalle correnti, in grado al più di spostarsi verticalmente variando la pressione dei gas nelle camere d'aria del fragmocono.

Altre forme eteromorfe, come quelle tendenzialmente dritte (baculicone) e quelle ad avvolgimento elicoidale (turricone e torticone), sono ricostruite prevalentemente con l'apertura verso il basso, poiché in questo caso il centro di gravità (corrispondente al baricentro della camera d'abitazione) è decisamente spostato verso l'estremità orale della conchiglia e il punto di galleggiamento verso quella apicale. Poiché queste forme non erano dotate (come i nautiloidi ortoconi) di depositi calcarei all'interno delle camere o del sifone atti a modificare questo tipo di assetto, non è facile capire se e come potessero correggere la postura della conchiglia per un nuoto attivo. 

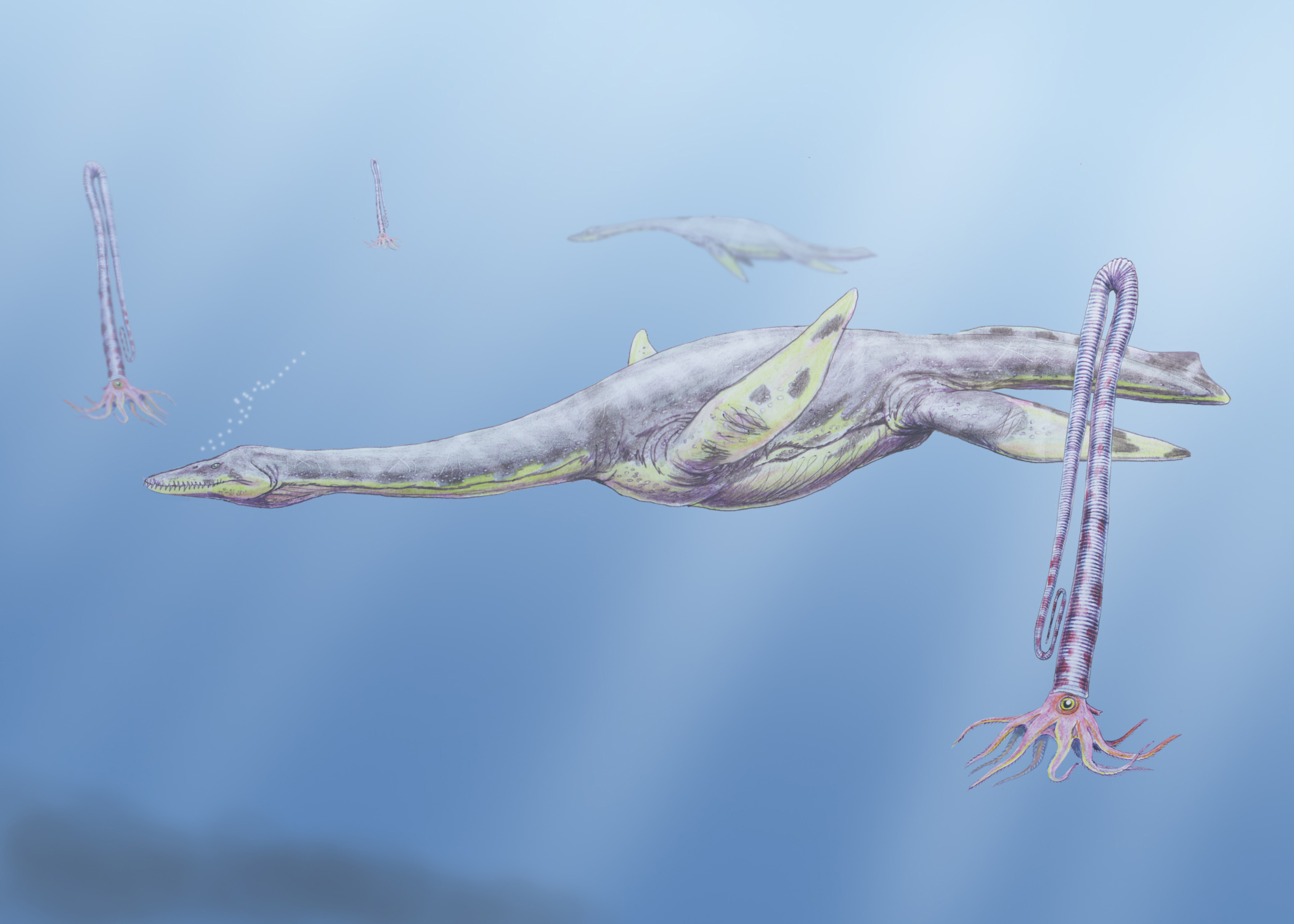
Ricostruzione artistica di un ambiente marino pelagico del Cretaceo Superiore: rettili marini (plesiosauri) con ammoniti eteromorfe hamiticone del genere Diplomoceras. La ricostruzione è molto suggestiva, ma la posizione di vita delle ammoniti in questo caso, secondo la maggioranza degli studi sulla stabilità della conchiglia (incluso Trueman, 1941) è sbagliata: l'apertura dovrebbe infatti essere rivolta verso l'alto. Viceversa, secondo l'ipotesi di Monks e Young (1998) questa interpretazione potrebbe anche essere corretta: secondo quest'ultimo modello infatti nelle forme hamiticone la rotazione della conchiglia con lo spostamento interno del corpo del mollusco è molto ampia, anche superiore ai 90 gradi.

È possibile che fossero in grado di portare la conchiglia in posizione più prossima all'orizzontale allagando in parte le camere del fragmocono, tuttavia la questione è ancora oggetto di dibattito piuttosto acceso tra gli specialisti: alcuni, negano la possibilità stessa (dal punto di vista idrostatico) di un nuoto orizzontale da parte dei cefalopodi ortoconi. Secondo alcuni ricercatori, questa postura presupponeva quindi uno stile di vita bentonico, simile a quello dei già citati Bactritida o dei nautiloidi più antichi e primitivi. Secondo la tendenza più accreditata attualmente nell'ambito della ricerca, anche per queste forme viene ipotizzata una modalità di vita di tipo planctonico.

## Habitat
Le ammoniti sono caratterizzate nel loro complesso da una distribuzione cosmopolita e da un elevatissimo tasso di sostituzione nelle popolazioni, con una durata media per genere di soli 1-3 milioni di anni, che le rendono uno strumento stratigrafico di primaria importanza. Questo successo è dovuto anche a ragioni di tipo geodinamico e climatico. Per comprendere ciò, occorre considerare che attualmente la maggior parte della superficie delle masse continentali è priva di bacini marini interni, e la maggior parte delle acque marine è concentrata negli oceani, che hanno un decorso principalmente nord-sud e quindi attraversano varie fasce climatiche, dai poli all'equatore. In queste condizioni, la distribuzione dei taxa, in particolare degli organismi bentonici e nectonici di piattaforma continentale, è condizionata dalle fasce climatiche (nonostante il rimescolamento dovuto alle correnti oceaniche), dalla profondità e dall'assenza delle comunicazioni da un oceano all'altro. Ad esempio, la provincia faunistica atlantica delle medie e basse latitudini è diversa per composizione da quella indo-pacifica a causa dell'assenza di comunicazione naturale tra l'Atlantico e il Mediterraneo da una parte, e l'Oceano Indiano dall'altra; d'altro canto la provincia faunistica dell'Atlantico occidentale (americana) differisce significativamente da quella della sponda orientale (euro-africana), per l'estensione di acque oceaniche ad elevata profondità e le correnti oceaniche che le separano e inibiscono le comunicazioni tra le popolazioni limitate alla piattaforma continentale.

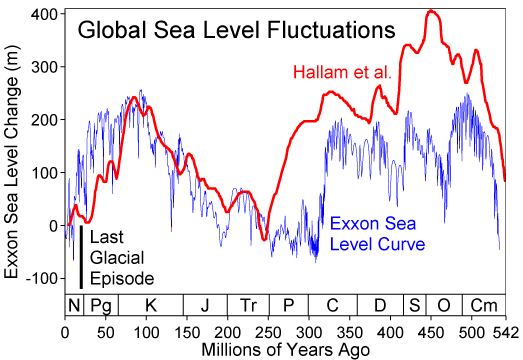
Curva del livello medio del mare nel Fanerozoico, da Hallam (1983) e Haq et al. (1987). Notare il graduale incremento del livello del mare almeno dal Triassico al Cretaceo Superiore; anche in gran parte del Paleozoico Superiore (anche se le due ricostruzioni divergono per il periodo corrispondente al Carbonifero Superiore e al Permiano).

Per la maggior parte della storia evolutiva delle ammoniti (Paleozoico Superiore e Mesozoico) invece, le aree continentali erano concentrate dapprima nel supercontinente Pangea (Triassico) e poi in due supercontinenti (Laurasia a nord e Gondwana a sud); le masse continentali settentrionali e meridionali erano comunque separate da un dominio oceanico (la Tetide) con decorso prevalente est-ovest a latitudini tropico-equatoriali. Inoltre, il Mesozoico fu un periodo caratterizzato, pur con varie pulsazioni, da un graduale incremento del livello del mare, che per la maggior parte di questo intervallo temporale fu mediamente più alto rispetto all'attuale, con una notevole frammentazione delle terre emerse, mentre le aree coperte da mari epicontinentali erano particolarmente diffuse. Si tratta di bracci di mare relativamente basso, con profondità che per gran parte dell'estensione di questi bacini arrivavano a poche decine di metri, con condizioni particolarmente favorevoli alla vita, che costituivano delle vere e proprie “vie d'acqua” per le migrazioni. Tipici esempi di mari epicontinentali sono in Europa il bacino del “Chalk” (dal nome della formazione geologica che lo caratterizza, un calcare argilloso ricco di fossili di età cretaceo-paleogenica), esteso in Europa nord-occidentale (Francia, Inghilterra, Germania centro-settentrionale e Mare del Nord, e in America settentrionale la “Western Interior Seaway”, aperta in senso nord-sud dal Golfo del Messico alle attuali grandi pianure del “Midwest” nordamericano e canadese, dal Cretaceo Inferiore al Paleocene. Altri bacini di questo tipo erano presenti in tutti i continenti. Le comunicazioni tra le popolazioni faunistiche erano quindi molto più facili e rapide rispetto ad oggi, e la diffusione dei taxa era limitata prevalentemente da fattori climatici a grande scala (le aree temperato-fredde erano comunque caratterizzate da associazioni faunistiche diverse rispetto alle aree tropicali) e secondariamente da fattori fisiografici locali (presenza di istmi o di bracci di mare). Si comprende facilmente quindi la rapida diffusione e sostituzione delle forme in un gruppo con tasso di speciazione così rapido come le ammoniti, tanto che la comparsa (o l'estinzione) di una specie spesso costituisce un orizzonte praticamente isocrono a livello globale. Questa rapida diffusione, inoltre, conferma il carattere mobile, essenzialmente nectonico di questi organismi. 
|  |  |
|  |  |

La maggior parte delle ammoniti fossili si rinviene in sedimenti marini di piattaforma continentale e di mare epicontinentale (bacino marino impostato su crosta continentale), in un intervallo batimetrico stimabile da zero a 200 metri di profondità. Questo è stato appurato da tempo sia mediante l'analisi delle associazioni faunistiche bentoniche presenti nei depositi fossiliferi ad ammoniti (la distribuzione del bentos è sensibile alla batimetria), sia con l'analisi sedimentologica di tali depositi.
Si sa per esempio che le ammoniti non si trovano (e quindi verosimilmente non vivevano) in ambiente di piana di marea, mentre sono molto rare in ambiente litorale terrigeno ad alta energia, ove, se presenti, risultano spesso danneggiate (quindi presumibilmente alloctone). Sono generalmente rare anche in depositi carbonatici di reef, ma possono essere frequenti in facies di laguna entro le aree di piattaforma a sedimentazione carbonatica. Le facies generalmente più ricche di ammoniti sono quelle argilloso-marnose di piattaforma continentale esterna, e quelle di piattaforma continentale interna a sedimentazione mista (terrigeno-carbonatica), con abbondanza di vita bentonica. Soprattutto nel Giurassico sono frequenti anche in ambiente di mare aperto (pelagico), in contesti di paleo-alto (horst) prospicienti un bacino oceanico: le facies di Rosso Ammonitico diffuse in Italia e in tutta la fascia mediterranea, dalla Spagna alla Turchia, sono un tipico esempio di questi sedimenti. Questi organismi erano sicuramente presenti anche nelle acque superficiali oceaniche, pur se le testimonianze fossili nei rari affioramenti su terraferma di sedimenti oceanici sono piuttosto scarse. Occorre considerare però che la grande profondità di questi depositi, spesso al di sotto della profondità di compensazione dell'aragonite (ACD), non favoriva l'accumulo delle conchiglie delle ammoniti sul fondale. Per quanto riguarda i sedimenti torbiditici al piede della scarpata continentale, l'alta energia del mezzo non favoriva la preservazione di questo tipo di fossili e l'elevato tasso di accumulo di questi depositi ne rende scarso e sporadico il rinvenimento. I programmi scientifici DSDP e ODP di studio geologico mediante carotaggio dei sedimenti oceanici hanno permesso tuttavia di rinvenire sedimenti di piana batiale e abissale di età tardo-giurassica e cretacea fossiliferi ad ammoniti.
Come già accennato, le informazioni di tipo paleoecologico sulle ammoniti sono derivate principalmente da osservazioni di tipo morfologico e morfometrico sulla conchiglia e dallo studio delle relazioni tra la morfologia della conchiglia e le caratteristiche del sedimento, inclusa la tanatocenosi (l'associazione di fossili) in esso presente. Le informazioni derivabili dall'associazione faunistica sono abbastanza complete per il Cretaceo, tuttavia i margini di interpretazione tendono ad aumentare andando più lontano nel tempo, per le incertezze nella ricostruzione dell'ecosistema dovute alla presenza di gruppi e taxa ormai estinti di cui non è chiaro tuttora il corrispettivo attuale. Inoltre, abbiamo nel passato geologico tipi di sedimenti legati a condizioni chimico-fisiche e climatiche di cui non si ha il corrispettivo nei depositi marini attuali: un esempio tipico sono ancora le facies di rosso ammonitico giurassiche, di cui non sono stati mai rinvenuti analoghi cretacei o cenozoici.
Nonostante le difficoltà, da diversi studi è stato evidenziato un certo rapporto tra la morfologia della conchiglia e il tipo di sedimento.
Mettendo insieme tutte queste informazioni, quindi, è possibile delineare alcune tendenze generali nei rapporti tra morfologia, associazione faunistica e caratteri sedimentologici delle rocce per una caratterizzazione ambientale di questi organismi. È importante notare che si tratta di considerazioni del tutto generali, perché la morfologia della conchiglia delle ammoniti è soggetta a numerosi fattori (tuttora non interamente chiariti) di tipo ecologico, e non solo all'ambiente inteso come batimetria. Inoltre la morfologia nell'ambito dello stesso genere e persino della specie può variare in risposta alle variazioni del livello marino (fasi di "alto", o highstand e di "basso" o lowstand, secondo la terminologia anglosassone relativa alla stratigrafia sequenziale). Ancora, i dati di letteratura sono spesso contrastanti a causa di differenze significative nella metodologia impiegata per lo studio quantitativo delle frequenze di occorrenza dei gruppi faunistici.

### Paleozoico Superiore (Devoniano, Carbonifero, Permiano)
In tutto il Paleozoico Superiore, l'evoluzione degli Ammonoidea è strettamente correlata ad ambienti di piattaforma continentale esterna, caratterizzati da sedimenti marnosi e argillosi di colore scuro (black shales), ricchi di materia organica, sedimentatisi in condizioni di scarsa ossigenazione (euxinici). Questi ambienti sono caratterizzati da notevole stabilità ecologica dal Devoniano al Permiano, e ospitano una comunità biologica che nei suoi componenti essenziali non è cambiata significativamente in tutto questo intervallo temporale. Si tratta di associazioni a bivalvi e cefalopodi quali elementi prevalenti, con una struttura trofica dominata da detritivori e predatori, mentre i sospensivori (brachiopodi, briozoi, tetracoralli e crinoidi) sono nettamente subordinati. Il fatto che la presenza di organismi come gli ammonoidi in questi contesti implichi o meno un adattamento a condizioni di scarsa ossigenazione è ancora oggetto di dibattito tra gli specialisti: non è ancora chiaro in effetti se si trattasse di forme necto-bentoniche (che vivevano cioè in prossimità del fondale) o francamente nectoniche o pelagiche (quindi presenti nella colonna d'acqua, a varie quote). Si è osservato frequentemente che nei livelli euxinici tendono a prevalere le forme giovanili o subadulte, di piccole dimensioni, mentre gli adulti sono più comuni nei livelli chiari a composizione carbonatica, di ambiente aerobico, intercalati alle black shales. Questo è stato interpretato come una conseguenza del fatto che le forme giovanili vivessero relativamente più prossime al fondale, e fossero spesso vittima di eventi di mortalità di massa dovuti ad asfissia in seguito all'intensificarsi delle condizioni anossiche con cadenza stagionale, mentre le forme adulte vivessero in ambiente diverso, più ossigenato, oppure nella colonna d'acqua a quota più alta. La diffusione degli ammonoidi in facies apparentemente povere o prive di benthos, potrebbe implicare una dieta a base di organismi pelagici (ostracodi pelagici o altri cefalopodi, o anche piccoli pesci), anche se non è possibile escludere che si cibassero di organismi necto-bentonici a corpo molle che non hanno lasciato resti fossili. L'assenza di documentazione fossile sicura relativa alle strutture nutritive degli ammonoidi paleozoici non consente di fare ipotesi più precise.
L'ecologia dei primi ammonoidi devoniani è in gran parte sconosciuta. Come già accennato, la rapida evoluzione di queste forme ancestrali da avvolgimenti orto-cirtoconici ad avvolgimenti planispirali sempre più involuti sembra indicare comunque una sempre maggiore efficienza del nuoto e quindi una maggiore mobilità. Recentemente, studi di tipo tassonomico e morfologico hanno permesso di stabilire che gli ammonoidi ancestrali (Agoniatitina e Anarcestina) corrispondono ad ambienti nettamente differenziati. Le forme longidome evolute con basso grado di incremento del diametro del giro (tipiche degli Anarcestina) prevalgono in livelli stratigrafici corrispondenti a depositi di acqua profonda, mentre le forme involute, brevidome con elevato incremento del diametro del giro (caratteristiche degli Agoniatitina avanzati) e dimensioni relativamente grandi, si concentrano in depositi a acqua relativamente bassa. La prevalenza di uno dei due gruppi è inoltre strettamente connessa alle fluttuazioni del livello marino (variazioni eustatiche).
La grande crisi biologica tra Frasniano e Famenniano, nel Devoniano Superiore, le cui cause sono ancora poco conosciute, porta all'estinzione le ultime forme ancestrali degli Ammonoidea (Anarcestina), che vengono soppiantate dalle vere goniatiti e dalle climenie. Il Famenniano (Devoniano terminale), è un periodo caratterizzato da condizioni di livello marino relativamente alto, in cui si diffondono forme pelagiche ad ampia distribuzione (favorite anche dalla situazione geodinamica che tendeva a concentrare le masse continentali in un unico supercontinente). Anche in questo caso, è stata riscontrata una relazione tra la morfologia degli ammonoidi e la batimetria, con forme globose prevalenti in contesti di acque profonde (oltre 100 metri di profondità) e un'evoluzione verso forme dapprima platicone e poi oxicone con la progressiva diminuzione della profondità (fino a pochi metri) e l'aumento dell'energia dell'ambiente.
Nel Carbonifero, le facies a cefalopodi più diffuse e studiate sono quelle di piattaforma continentale con sedimentazione mista e condizioni variabili da marine a continentali. In questo contesto si hanno depositi con marcata ciclicità (“ciclotemi”), caratterizzati da alternanze di sedimenti argillosi marini, scuri, ricchi di materia organica, fossiliferi a cefalopodi e bivalvi pelagici (Posidonia sensu lato), e sedimenti di mare basso e di laguna salmastra o di delta. Questi depositi riflettono variazioni a lungo termine del livello marino dovute ad oscillazioni climatiche a scala globale. Tra i cefalopodi divengono comuni le goniatiti, con forme prevalentemente globose e involute (sferocone, cadicone e discoidali inflate), associate spesso a nautiloidi ortoceratidi. Le goniatiti sono presenti, anche se assai meno frequenti, in sedimenti ossigenati marnosi o carbonatici a mare più basso, associate a brachiopodi, crinoidi e briozoi, trilobiti, e in sedimenti di margine esterno di reef, associate a coralli, brachiopodi e crinoidi. Gli ammonoidi risultano diffusi in depositi carboniferi del nord America, dell'Europa occidentale fino agli Urali, Nordafrica, Siberia, Asia centrale, Tibet e subcontinente indiano, Asia orientale fino al Giappone, Cina, sud-est asiatico (Indonesia) e Australasia. Queste forme sembrano però assai più frequenti in aree che nel Paleozoico Superiore erano tropicali e subtropicali.
Nel Permiano, per la prima volta nella loro storia evolutiva le faune ad ammonoidi sono caratterizzate da un forte provincialismo, con netta differenziazione tra provincie faunistiche delle basse e delle alte latitudini, tanto che sono state sviluppate zonazioni diverse per le aree relative. Questo fenomeno è dovuto in gran parte a una fase glaciale a scala globale, con presenza di una calotta glaciale molto estesa in corrispondenza del supercontinente gondwaniano, che portò ad uno stretto controllo climatico della distribuzione della flora e della fauna. Questo è evidente sia nella distribuzione delle flore continentali sia nella distribuzione delle faune marine. Nell'ambito di queste ultime si ha una netta differenziazione e una scarsa correlabilità tra le faune “fredde” dei margini continentali settentrionale e meridionale della Pangea e le faune della Tetide.
In questo periodo gli ammonoidi (goniatiti, prolecaniti e, verso la fine del periodo, ceratiti), sono presenti e ben differenziate, soprattutto nel Permiano Superiore, sia nelle facies di piattaforma continentale che di scarpata continentale e bacino profondo.

### Triassico
Per quanto riguarda il Triassico, gli studi di tipo paleoambientale sulle ammoniti sono ancora relativamente poco frequenti in letteratura, di ambito locale, e spesso i risultati sono apparentemente discordi in quanto mancano ancora sintesi generali. 

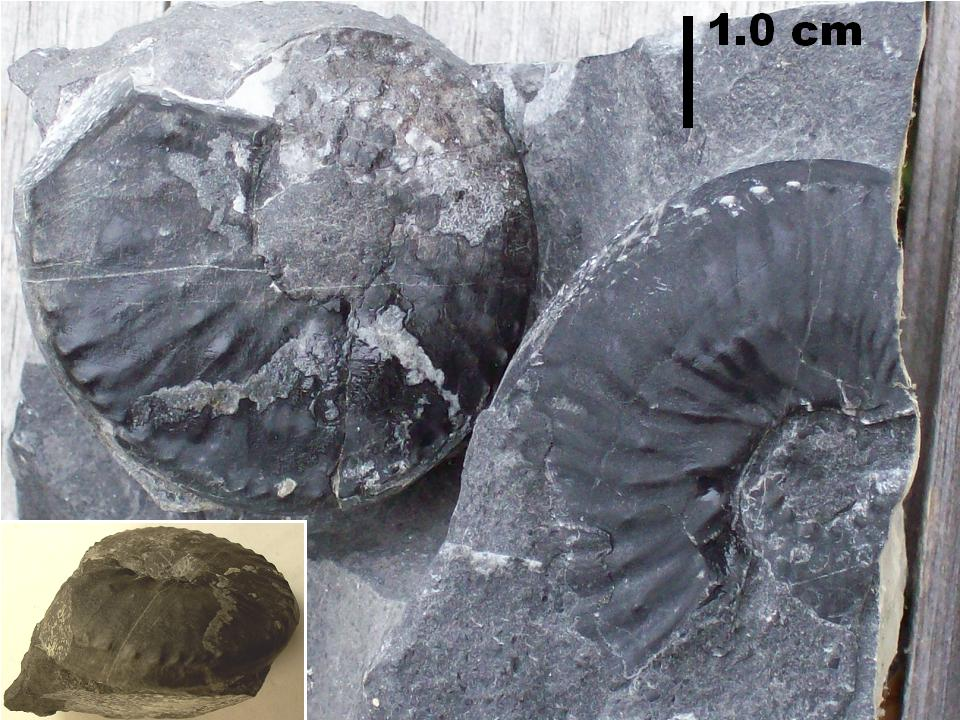
Paraceratites trinodosus (Mojsisovics). Ammonite tipica dell'Anisico superiore. Esemplari dal Calcare di Prezzo, formazione geologica di ambiente bacinale affiorante nelle Alpi meridionali in Lombardia, Trentino-Alto Adige e Veneto. Forma platicona, mediamente involuta, con profilo ventrale fastigato; ornamentazione a coste sinuose con tre file di nodi (da cui il nome specifico), in posizione peri-ombelicale, laterale e latero-ventrale.

Si possono tuttavia individuare alcune tendenze, con l'avvertenza che non conviene generalizzare troppo le corrispondenze tra i gruppi morfologici e gli ambienti, soprattutto perché per quanto riguarda le faune triassiche non è ancora stata studiata a fondo l'influenza delle fluttuazioni eustatiche del livello marino sulla diffusione delle faune e sulle variazioni morfologiche. Inoltre, non è ancora molto chiara l'influenza del trasporto post-mortem delle conchiglie delle ammoniti sulla composizione faunistica.

Nel Triassico Inferiore, dopo la grande crisi biologica permo-triassica, le faune ad ammoniti sono piuttosto scarse e poco differenziate, prevalentemente confinate in aree di piattaforma continentale interna, poco profonda e ristretta, con faune a bivalvi prevalentemente semi-endobionti. Prevalgono le forme platicone evolute (“comunità” a Tirolites e Dinarites) con ornamentazione a coste robuste e nodi; più rare le forme involute (ad es. Beyrichites). Le suture sono prevalentemente goniatitiche o ceratitiche, più raramente subammonitiche. Le prime vere ceratiti triassiche sono forme platicone, con ventre piatto e profilo molto squadrato ("comunità" a Otoceras), verosimilmente con stile di vita necto-bentonico, e caratterizzano facies di piattaforma poco profonda a sedimentazione carbonatica, ricche di vita bentonica a bivalvi, brachiopodi e ostracodi. Queste ceratiti subiscono una progressiva evoluzione nel corso del Trias Inferiore verso forme più compresse, a ventre arrotondato o acuto, con stile di vita meno marcatamente bentonico, in concomitanza con una tendenza trasgressiva del livello marino a livello mondiale. Facies di piattaforma esterna e bacino poco profondo sono invece caratterizzate prevalentemente da forme serpenticone evolute, lisce o con ornamentazione fine (ad esempio Ophiceras), e più in generale da forme con suture relativamente complesse, subammonitiche.

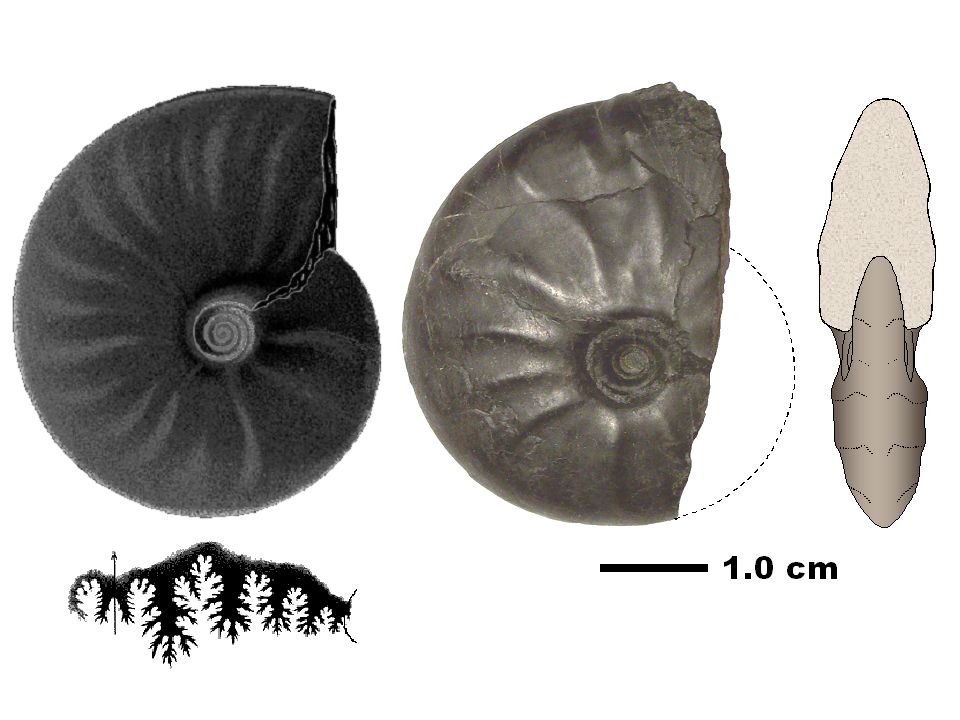
Flexoptychites flexuosus Mojsisovics. Ammonite ptichitide, affine al genere Ptychites, tipica dell'Anisico. Esemplare incompleto dal Calcare di Prezzo (Prealpi lombarde). Sono riportati: a sinistra, una veduta ombelicale idealizzata e il tracciato della sutura; a destra, una veduta ventrale idealizzata. Si tratta di una forma discoidale compressa, con profilo ventrale arrotondato, decisamente involuta, con ombelico stretto e molto profondo e ornamentazione a coste sinuose marcate.

Nel Triassico Medio-Superiore, fino al Carnico, le faune si differenziano e si espandono progressivamente, invadendo altri ambienti, di bacino marino più o meno profondo da una parte e di laguna dall'altra. In generale, gli ammonoidi triassici sembrano essere stati comunque forme di profondità da bassa a moderata, entro i limiti batimetrici del dominio neritico (fino a 240 metri), e in maggioranza entro i 150 metri di profondità. Le forme platicone e discoidali, fino a oxicone, con sutura ceratitica, costituiscono il gruppo più diffuso e probabilmente quello di ambiente più superficiale. Abbiamo forme sia evolute (Celtites) che involute (Paraceratites, dell'Anisico superiore). Le forme involute sono generalmente brevidome, molto stabili dal punto di vista idrostatico, e la loro mobilità era probabilmente in stretta relazione con la morfologia della conchiglia: maggiore nelle forme discoidali o oxicone e minore nelle forme platicone con ornamentazione sviluppata. Queste forme sono molto diffuse sia in contesti di piattaforma continentale aperta, sia in bacini marini epicontinentali, nell'ambito della Tetide e nelle facies neritiche ai margini della Pantalassa. Spesso le popolazioni sono caratterizzate da fenomeni di endemismo e provincialismo: un caso tipico, molto studiato in letteratura, è quello del bacino medio-triassico del Muschelkalk (“calcare conchigliare”) nella Germania centro-meridionale, caratterizzato nel Ladinico dalla presenza del genere Ceratites, con forme esclusive e trend evolutivi peculiari di questo bacino. Le facies più caratteristiche a ceratiti, diffuse a livello mondiale, sono quelle di mare epicontinentale in condizioni di scarsa ossigenazione al fondo, caratterizzate da sedimenti sia carbonatici che argilloso-marnosi, generalmente di colore scuro e caratterizzati da un contenuto più o meno elevato di materia organica. Le faune bentoniche, ove presenti, sono oligotipiche; al contrario le forme nectoniche e pelagiche sono frequenti e diversificate: abbiamo tipicamente ammoniti e bivalvi a conchiglia sottile come Daonella e Halobia, (questi ultimi probabilmente epiplanctonici). 

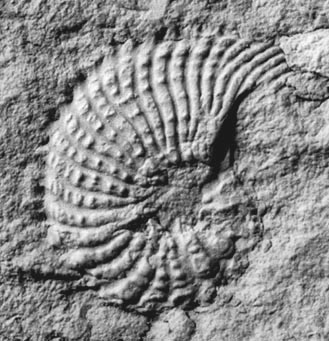
Ammonite appartenente al genere Trachyceras.

Le forme discoidali involute, sia compresse (ad esempio quelle riferite al genere Ptychites sensu lato) che inflate (come ad esempio la maggior parte delle specie del genere Arcestes), con suture subammonitiche o ammonitiche più complesse sembrano essere state di maggiore profondità (intorno al centinaio di metri), insieme ai Phylloceratina (ad esempio Monophyllites, forma presente dall'Anisico al Carnico). Le forme platicone con ornamentazione sviluppata, sia a coste radiali che a file di tubercoli e nodi spirali (Trachyceras sensu lato, Ladinico-Carnico) e con suture complesse sembrano sostituire le faune a Ceratites e Paraceratites in contesti di bacino poco profondo. Queste forme subiscono spesso un'evoluzione da morfologie inflate con ornamentazione pesante a compresse, con ornamentazione più fine, verso una maggiore mobilità.

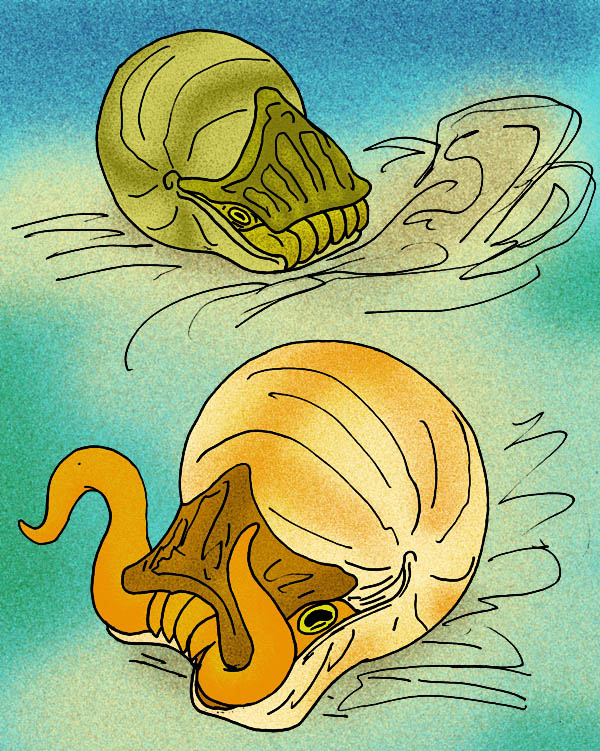
Ricostruzione di due ammoniti del genere Arcestes.

Nel Norico si ha un progressivo declino di tutti gli ammonoidi triassici, la maggior parte dei quali si estingue tra la parte superiore del Norico e la parte inferiore del Retico. Pochi generi sopravvivono fino alla fine del Retico: tra queste le forme eteromorfe, che compaiono improvvisamente nel Norico sommitale (Shevyrev, 2005), con forme parzialmente o totalmente svolte, ad avvolgimento criocono (ad esempio il genere Choristoceras), dritto o debolmente ricurvo (ad esempio, Rhabdoceras) oppure turricono (ad es. Cochloceras), o ancora torticono elicoidale (es.: Vandaites). 

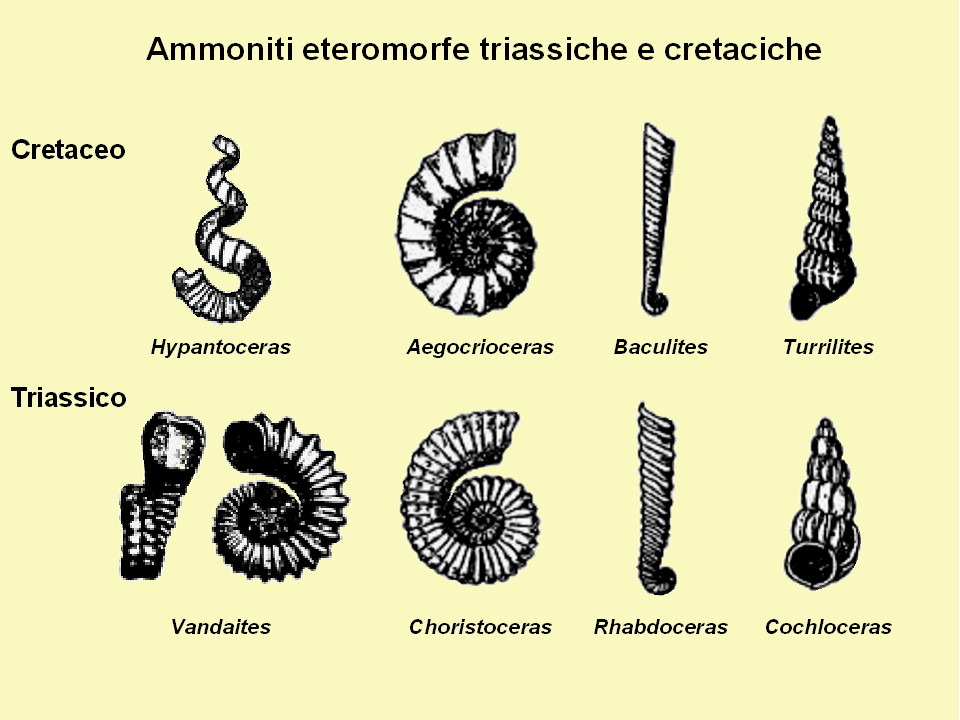
Raffronto tra le principali morfologie riscontrabili nella ammoniti eteromorfe cretaciche e triassiche.

Si evolvono dalle ceratiti, con suture piuttosto semplificate a quattro lobi e generalmente con un'ornamentazione piuttosto marcata. Costituiscono una superfamiglia (Choristoceratacea), tre famiglie, sei generi e una trentina di specie. La loro diffusione sembra indicare un notevole successo, essendo presenti in tutta la Tetide, dalla Sicilia all'Indonesia, come anche nei margini esterni occidentale e orientale della Pantalassa, dalla Chukotka alle Molucche e dallo Yukon al Cile e all'Argentina. La loro ecologia è tuttora assai poco conosciuta, anche se la convergenza rispetto alle forme eteromorfe cretacee è notevole e potrebbe indicare adattamenti simili: la notevole capacità di dispersione oceanica fa pensare ad uno stile di vita planctonico, a vari livelli della colonna d'acqua. I Choristoceratacea sono le ultime ceratiti ad estinguersi alla fine del Triassico, nel Retico, e ne caratterizzano l'ultima biozona (zona a Choristoceras marshi).

### Giurassico
Le corrispondenze tra tipi morfologici e ambienti sono riscontrabili anche nel Giurassico. Anzi, soprattutto gli Ammonitina sono caratterizzati da un'evoluzione di tipo iterativo, con morfologia e ornamentazione simili (talora quasi identiche) che ritornano in gruppi successivi. Questo fenomeno è generalmente attribuito ad un adattamento ai medesimi tipi di ambiente in tempi diversi.
Nel Giurassico Inferiore, Le forme di Ammonitina dotate di tubercoli e spine, sia compresse che inflate, sono spesso presenti in facies di neritiche di bassa energia (sotto il raggio d'azione del moto ondoso), in sedimenti siltoso-argillose e in sabbie fini argillose, associate con altri molluschi (bivalvi e gasteropodi) e crinoidi. Le forme lenticolari e oxicone con ventre fastigato o carenato (ad esempio Amaltheus) sembrano essere prevalentemente neritiche, in sedimenti fini di piattaforma continentale esterna, tuttavia la loro capacità di dispersione oceanica appare piuttosto scarsa, considerata la presenza di uno spiccato provincialismo (ad esempio, gli Amaltheidae sono peculiari della provincia faunistica boreale).
Le forme evolute e serpenticone con ornamentazione a coste sviluppata (ad esempio Dactylioceras) appaiono più comuni nelle facies di mare epicontinentale (celebri gli accumuli di dactilioceratidi dai sedimenti del Toarciano bavarese). Il profilo scarsamente idrodinamico e la camera d'abitazione longidoma, che implica una certa instabilità della conchiglia, ne fa probabilmente delle forme poco mobili, e in effetti si tratta di gruppi caratterizzati da spiccato provincialismo ed endemismo. Le forme con profilo del giro sub-rettangolare, coste sinuose o falcate, ventre con carene e/o solchi sviluppati (ad esempio Harpoceras e Hildoceras nel Giurassico Inferiore) sono tendenzialmente di mare aperto e cosmopolite, e si rinvengono sia in contesti di mare aperto epicontinentale che in contesti di paleo-alto pelagico in domini oceanici (ad esempio, nella Tetide). La presenza di carene e solchi in queste forme aveva probabilmente l'effetto di aumentare la resa idrodinamica della conchiglia, agendo come una vera e propria carena in senso nautico, impedendo o limitando durante lo spostamento i movimenti laterali, in direzione perpendicolare all'asse di simmetria della conchiglia stessa. Questa caratteristica, unitamente alla camera d'abitazione generalmente brevidoma o mesodoma, che rendeva la conchiglia molto stabile, indicherebbe uno stile di vita assai dinamico, da predatori veloci. Philloceratina e Lytoceratina con ornamentazione fine o assente sono forme tendenzialmente profonde e ad ampia diffusione. Il Giurassico Inferiore è concluso da una crisi biologica che ha un impatto di rilievo nella biodiversità della vita marina, incluse le ammoniti.

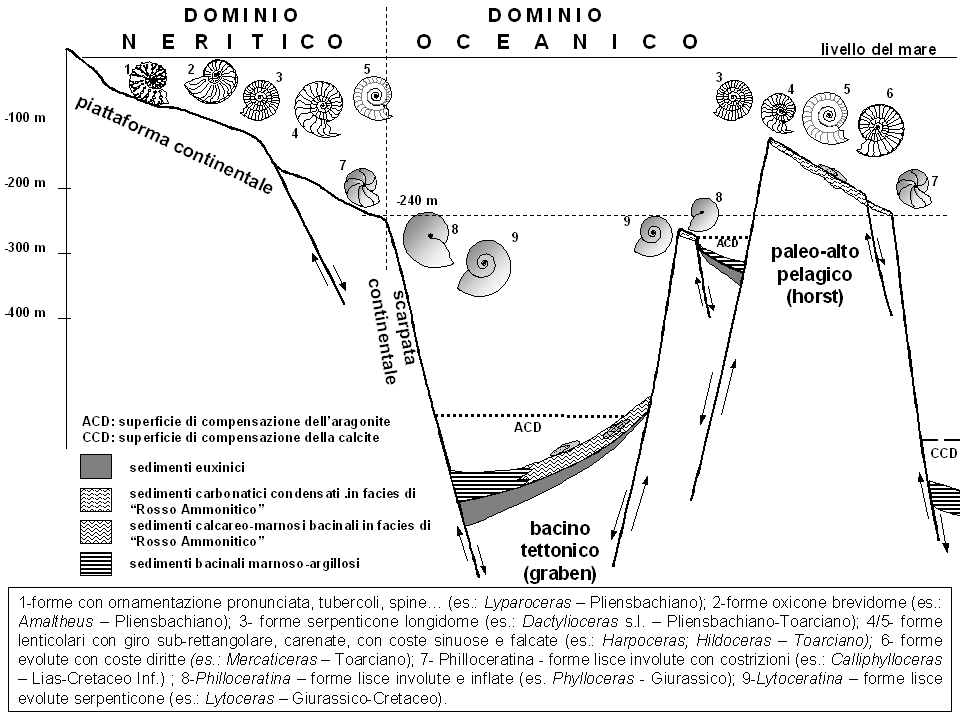
Ricostruzione schematica dei principali habitat delle ammoniti nel Giurassico Inferiore. Sintesi da vari studi: principalmente Donovan et al. (1981). In questo schema i generi citati sono esemplificativi (si riferiscono a forme in parte non contemporanee).

L'immagine sopra è una sintesi dei principali habitat delle ammoniti nel Giurassico Inferiore tra il dominio di mare epicontinentale contraddistinto dalla provincia faunistica boreale (attuale Europa centro-occidentale) e il dominio oceanico della Tetide (in parte l'attuale area mediterranea), caratterizzato dalla provincia faunistica tetidiana. Quest'area faceva allora parte di un contesto geodinamico di margine continentale, prospiciente un'area oceanica in espansione, ed era caratterizzata da uno stile tettonico distensivo a horst (paleo-alti strutturali) e graben (bacini tettonici), determinato dal collasso parziale del margine continentale, di tipo divergente. Nel Toarciano inferiore è registrato nei sedimenti a livello mondiale un episodio anossico che porta alla deposizione nei bacini di sedimenti argillosi ricchi di materia organica e a lacune sedimentarie più o meno estese e sequenze consensate sugli alti morfologici. In questo intervallo temporale la documentazione fossile è scarsa a causa della dissoluzione dei carbonati dovuta alla maggiore aggressività delle acque e alla minore produttività carbonatica da parte del plancton.
Nel Giurassico Medio-Superiore si assiste ad un ricambio pressoché totale delle faune, che riprendono velocemente conquistando anche nuovi ambienti. Gli Oppeliidae, con forme prevalentemente oxicone, sono ben rappresentati nelle aree a sedimentazione carbonatica di scarpata e di altofondo prospicienti aree di reef e piattaforma carbonatica, mentre nei sedimenti neritici terrigeni più esterni tendono a prevalere le forme tendenzialmente evolute e inflate (fino a sferocone) a coste sottili, nodi e tubercoli (Stephanocerataceae). I Perisphinctidae con conchiglia evoluta serpenticona sono le forme decisamente di maggior successo del periodo, e si riscontrano in sedimenti sia carbonatici che marnoso-argillosi neritici di tutto il mondo con popolazioni caratterizzate da spiccato provincialismo, molto diversificate per area e distribuzione generalmente parallela alle fasce climatiche, anche se le similitudini morfologiche tra popolazioni di aree diverse (ad esempio l'Europa occidentale e il Madagascar) sono spesso sorprendenti. Sono celebri gli accumuli monospecifici o oligospecifici di conchiglie di perisfinctidi presenti nei sedimenti del Giurassico superiore nella Francia centro-meridionale, o del Madagascar settentrionale. Anche queste forme (similmente ai dactilioceratidi del Lias), sono longidome, con morfologia poco idrodinamica e probabilmente scarsa mobilità. Si rinvengono tuttavia anche in contesti di margine oceanico, in aree di paleoalto pelagico, dove però studi sui rapporti di frequenza delle varie forme nelle popolazioni di ammoniti fossili, fanno ritenere che i perisfinctidi preferissero contesti di profondità relativamente minore, e fossero diffusi soprattutto in momenti di “stazionamento basso” (lowstand) del livello marino. Dai Perisphinctidae si originano alla fine del Giurassico Medio gli Aspidoceratidae, forme tendenzialmente inflate che sviluppano un'ornamentazione prevalente a tubercoli e spine, e invadono progressivamente ambienti più profondi rispetto alle forme di origine, nella parte più esterna della piattaforma continentale e in aree di paleoalto pelagico. I Philloceratina raggiungono in questo periodo la massima diversificazione. Le forme sia lisce che a coste sottili sono tipiche di sedimenti di margine e scarpata continentale, come anche delle aree più profonde di paleoalto pelagico, probabilmente con scarsa mobilità orizzontale e prevalente migrazione verticale. Le forme dotate di costrizioni (ad esempio Sowerbyceras, Holcophylloceras e Calliphylloceras) o di pseudo-costrizioni (ad esempio Ptychophylloceras) sono più tipiche di sedimenti circalitorali profondi e di altifondi pelagici. I Lytoceratina (forme serpenticone lisce, talora con costrizioni e coste prevalentemente sottili) sono ugualmente più frequenti in contesti di acque profonde. Nel Giurassico Medio (Bajociano-Calloviano medio), gli Spiroceratidae rappresentano forme eteromorfe planispirali completamente svolte (girocone o criocone), la cui comparsa sembra collegabile a momenti di crisi legati a periodi di intenso stress ambientale nell'ambiente neritico connessi alla “caduta” del livello marino, seguiti da periodi con intenso ricambio faunistico durante la nuova fase di crescita del livello del mare.

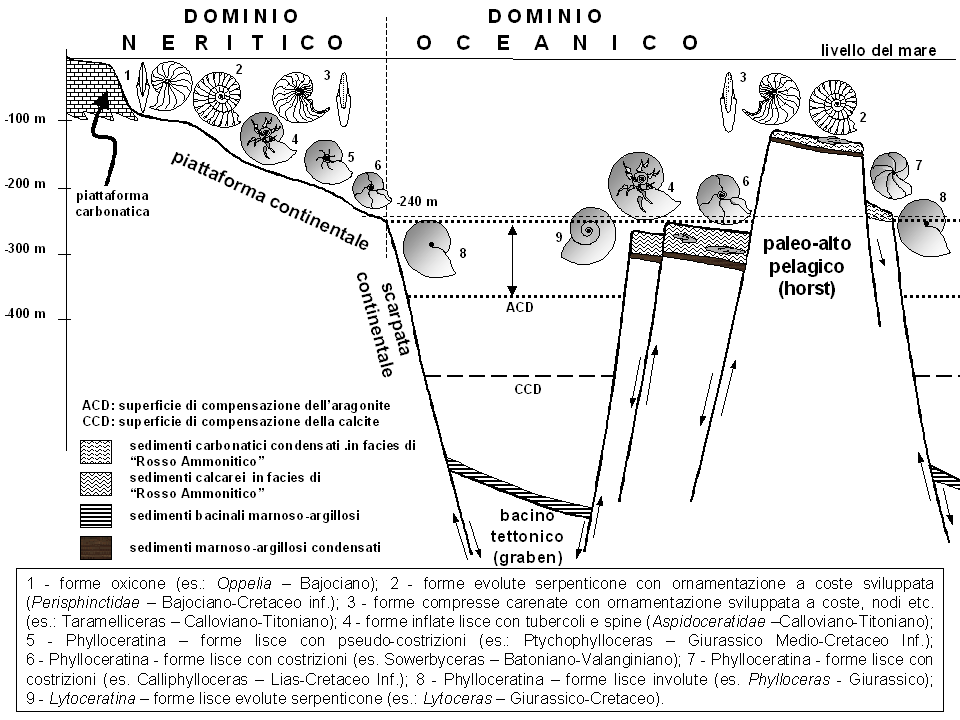
Ricostruzione schematica dei principali habitat delle ammoniti nel Giurassico Medio-Superiore. Sintesi da vari studi: principalmente Donovan et al. (1981); Sarti (2003; con bibliografia). I generi citati sono esemplificativi.

L'immagine qui sopra, analogamente alla precedente, sintetizza la distribuzione degli habitata tra il dominio di mare epicontinentale boreale e il dominio oceanico della Tetide. Come nel Giurassico Inferiore, siamo in un contesto geodinamico di margine continentale divergente con stile tettonico distensivo a horst e graben, con un'area oceanica ancora in fase di espansione verso sud. Durante questo periodo, la profondità delle superfici di compensazione dell'aragonite (ACD) e della calcite (CCD) subì diverse fluttuazioni, generando numerose lacune stratigrafiche. Nelle aree di margine oceanico (ad esempio nelle Alpi meridionali italiane), la maggior parte del Giurassico Medio è in lacuna stratigrafica o estremamente ridotto per dissoluzione dei sedimenti carbonatici o mancata deposizione, a causa probabilmente di drastiche variazioni nella circolazione oceanica. Nel Giurassico Superiore si depongono sedimenti più o meno condensati con forte contributo nectonico (ammoniti) e planctonico (crinoidi, radiolari, primi foraminiferi planctonici). Sui fondali consistentemente al di sotto della ACD si deponevano solamente gli aptici calcitici delle ammoniti ("scisti ad aptici").

### Cretaceo
Una costante nei risultati degli studi di questo tipo per il Cretaceo è il rinvenimento esclusivo delle forme lisce o poco ornate di Philloceratina e Lytoceratina nei sedimenti di maggiore profondità, depositatisi al limite della zona batiale (intorno ai duecento metri di profondità e oltre), anche se forme di questo tipo possono essere rinvenute anche in associazione con ammoniti di habitat meno profondo, ma con assai minore frequenza. Si tratta in effetti (Ward, 1976) delle forme più cosmopolite, con maggiore capacità di dispersione oceanica, subito seguite dalla maggior parte delle forme eteromorfe, generalmente associate a sedimenti argilloso-marnosi di mare aperto. In generale, le forme lisce e inflate degli Ammonitina (ad esempio, nel Cretaceo, i Desmoceratidae), sono frequenti della zona neritica più profonda (sotto i cento metri), mentre le forme con ornamentazione molto sviluppata (ad esempio, sempre nel Cretaceo Superiore, gli Acanthoceratidae), sono tipiche della zona infraneritica (20-100 metri di profondità). Le forme oxicone e in generale a conchiglia lenticolare, con profilo idrodinamico, sembrano ricorrere maggiormente in facies epineritiche, a più alta energia, ricche di vita bentonica (associazioni con bivalvi, gasteropodi, brachiopodi, echinoidi e crinoidi), e risultano significativamente le forme più caratterizzate da provincialismo ed endemismo nella loro distribuzione. Alcune forme eteromorfe (soprattutto a conchiglia scaficona) sono ugualmente limitate a contesti di piattaforma continentale interna e di bacino marino epicontinentale, possono essere associate anche a sedimenti di mare relativamente basso e sono caratterizzate da ricorrenti fenomeni di endemismo. 

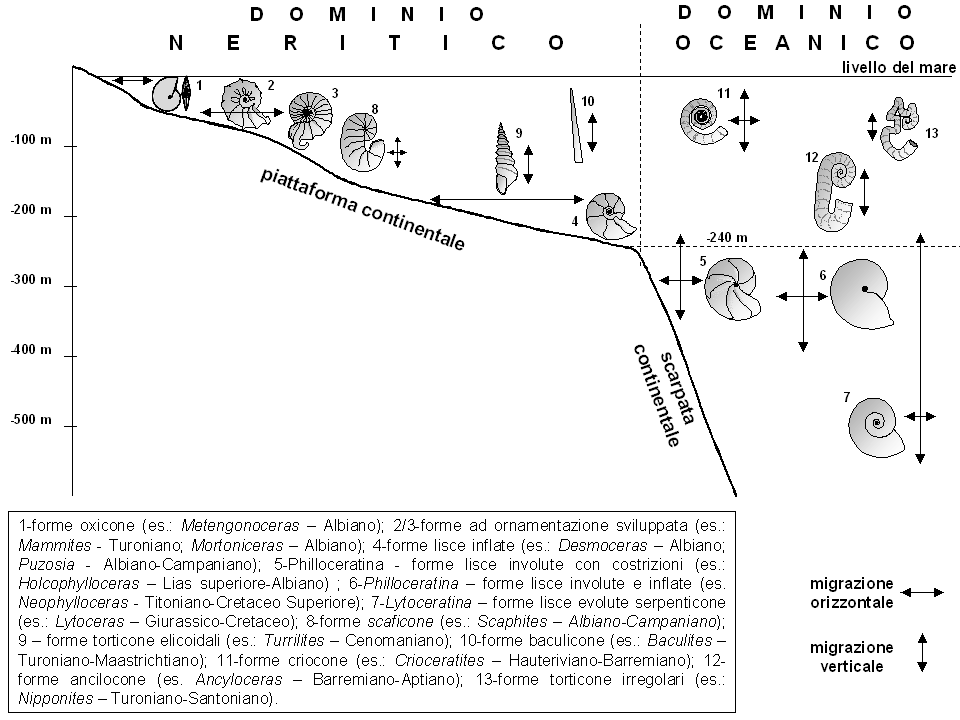
Ricostruzione schematica dei principali habitat delle ammoniti nel Cretaceo. Sintesi da vari studi: principalmente Scott (1940), Klinger (1981) e Westermann in Landman et al. (1996), ridisegnato e semplificato. I principali morfotipi di ammoniti sono riferiti a diversi settori del dominio neritico (entro l'estensione della piattaforma continentale) e del dominio oceanico (oltre il margine superiore della scarpata continentale). I generi citati sono puramente esemplificativi (si riferiscono a forme in parte non contemporanee). Inoltre, lo schema è riferito alle sole forme adulte: le forme giovanili infatti potevano avere una connotazione ambientale del tutto diversa, spesso persino opposta (ad esempio la forma giovanile poteva essere planctonica mentre l'adulto era necto-bentonico).

Nella ricostruzione qui sopra, le ammoniti eteromorfe sono interpretate come forme planctoniche a migrazione prevalentemente verticale (quindi incapaci, per lo meno nell'adulto, di nuoto attivo), conformemente alla tendenza prevalente nell'ambito della ricerca.

## Stile di vita

### Nutrizione
Tutti i cefalopodi viventi conosciuti (compresi i Nautiloidi, il gruppo-origine di tutta la classe) sono carnivori, in generale con stile di vita da predatori, pur con diversi tipi di specializzazioni, che vanno dalla predazione attiva di organismi nectonici o bentonici alla microfagia a spese dello zooplancton, alla necrofagia. Il metabolismo dei cefalopodi è essenzialmente proteico: sono infatti in grado di assimilare prevalentemente proteine, e utilizzano gli aminoacidi derivati dalla loro digestione per il mantenimento e la crescita della massa muscolare, potendo all'occorrenza, in mancanza di fonti di cibo, ricorrere alla degradazione del loro stesso tessuto muscolare per provvedere l'energia necessaria alla sussistenza. Diversamente dai vertebrati, l'energia immagazzinata come lipidi e glicogeno è poco importante (rispettivamente il 6% e lo 0,5% del peso corporeo).
Quindi è ragionevole supporre che anche gli ammonoidi fossero carnivori, con vari adattamenti di tipo predatorio. Quanto alle loro prede, diversi ricercatori hanno tentato di appurarne la natura e la composizione faunistica mediante l'analisi del contenuto della camera d'abitazione, soprattutto mediante la dissezione di esemplari particolarmente ben conservati e lo studio al microscopio ottico di serie di sezioni sottili opportunamente orientate. Oggetto di questi studi sono stati finora gli ammonoidi del Mesozoico. In diversi casi è stato possibile riconoscere strutture interpretabili come parti dell'apparato digerente: principalmente una struttura a tubo posta dietro l'apparato mandibolare, interpretata come esofago, che porta ad un'altra struttura a “sacco”, interpretata come stomaco. Il contenuto dello "stomaco" è risultato essere composto di frammenti di parti dure di organismi marini, e fortemente differenziato per specie diverse. L'elenco seguente indica il contenuto dello stomaco riscontrato in esemplari di vari generi studiati nel modo descritto.
- Allocrioceras (Cretaceo Superiore – forma eteromorfa): frammenti di piastre di crinoidi planctonici[44];
- Neochetoceras (Giurassico Superiore): massa di frammenti di mandibole e aptici di ammoniti, in almeno un caso della stessa specie del predatore;
- Physodoceras (Giurassico Superiore): piastre di crinoidi planctonici (Saccocoma);
- Hildoceras (Giurassico Inferiore): mandibole, aptici e frammenti di conchiglia di ammoniti di piccola taglia;
- Arnioceras (Giurassico Inferiore): gusci di ostracodi[45] e foraminiferi bentonici;
- Svalbardiceras (Triassico Inferiore): gusci di ostracodi.

In molti casi si tratta di prede piccole e poco mobili, che indicherebbero abitudini da microfagi necto-bentonici (come nel caso di Arnioceras e Svalbardiceras), oppure da consumatori di zooplancton come Allocrioceras (una forma eteromorfa) e Physodoceras. Altri (Neochetoceras e Hildoceras) sembrerebbero predatori attivi, ma orientati prevalentemente al consumo di altre ammoniti (o addirittura cannibali nei confronti di esemplari giovanili della loro stessa specie). Mancano invece in letteratura sicure evidenze di predazione nei confronti di vertebrati, apparentemente in accordo con l'ipotesi che vede le ammoniti come organismi relativamente lenti, la cui propulsione, piuttosto dispendiosa in termini energetici, non poteva competere con quella dei pesci e dei rettili. D'altro canto il campione di ammoniti di cui si è potuto studiare il contenuto dello stomaco è sicuramente molto limitato e probabilmente non conclusivo. Da un punto di vista speculativo, forme oxicone (verosimilmente piuttosto mobili) e comunque forme di mole medio-grande avrebbero potuto esercitare un'attività predatoria anche nei confronti di pesci dal nuoto poco veloce, per analogia con i nautiloidi attuali, nello stomaco dei quali (oltre a resti di crostacei, il loro cibo standard), sono state rinvenute in diversi casi anche ossa di pesci.
Per quanto riguarda il Paleozoico, dal Devoniano al Permiano si assiste alla graduale diversificazione degli Ammonoidea, che appaiono sostituire i Nautiloida, allora in pieno declino, in diversi ambienti. Questo sembra sottintendere che gli ammonoidi subentrino in parte ai nautiloidi come predatori. Nel Paleozoico, i taxa che avrebbero potuto essere oggetto di predazione da parte degli ammonoidi sono diversi: gli ostracodi e i foraminiferi bentonici erano infatti già ben rappresentati. D'altro canto, tra i taxa peculiari del Paleozoico, i trilobiti sono prede abbastanza probabili, essendo ancora molto diffusi almeno nel Devoniano, anche se non è chiaro da parte di quali gruppi: i Nautiloida infatti erano ancora abbastanza numerosi e diversificati e i pesci erano in piena espansione.

### Nemici naturali

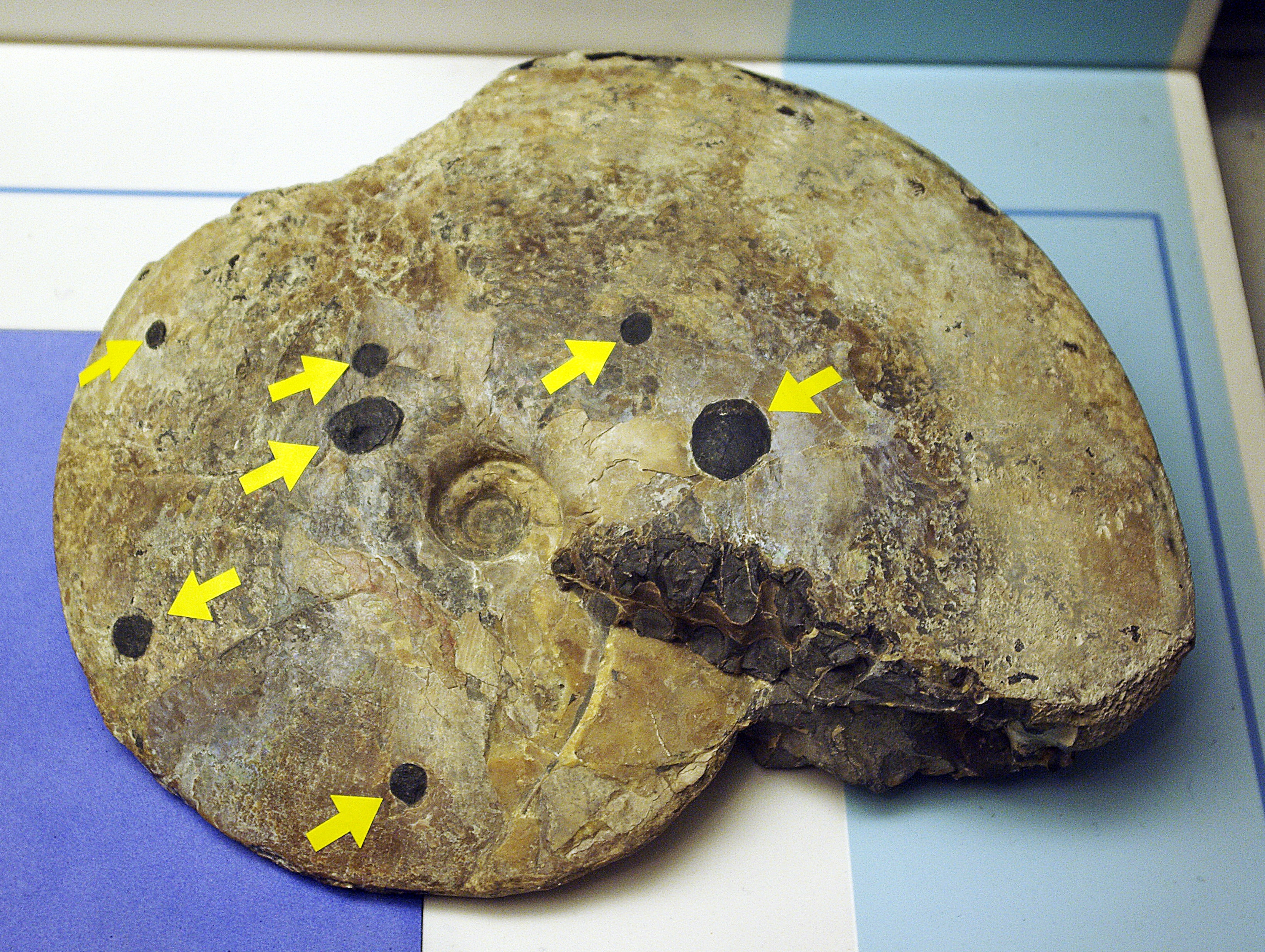
Ammonite mesozoica predata: sono evidenti, come cerchi scuri, le incisioni circolari sul guscio lasciate dai denti conici, a seguito di morsi da parte di un rettile marino

Per contro, le ammoniti erano sicuramente oggetto di predazione da parte di diversi gruppi di animali marini.
Nel Paleozoico Superiore i principali predatori di tutti i cefalopodi ectococleati (nautiloidi e ammonoidi) erano probabilmente i pesci, soprattutto i placodermi nel Devoniano e i pesci ossei (in particolare gli squali) dal Carbonifero in poi.
Nel Mesozoico sono state riscontrate effettive tracce di predazione (impronte di dentatura) ascrivibili con buona confidenza a pesci e rettili marini. Tra i rettili, sono state documentate impronte di denti di mosasauri (Cretaceo Superiore), mentre in diversi casi sono state rinvenute masse di frammenti di conchiglie e mandibole di ammoniti all'interno della cassa toracica di plesiosauri (Triassico Superiore-Cretaceo), in posizione compatibile con lo stomaco.
Un altro tipo di trauma molto più diffuso nelle conchiglie delle ammoniti mesozoiche è costituito da incisioni allungate e irregolari in corrispondenza della camera d'abitazione. Questi traumi sono spesso chiaramente subletali in quanto riparati successivamente dall'organismo con nuovo materiale conchigliare. Sono interpretati come tracce di predazione da parte di cefalopodi coleoidi o crostacei. In particolare, i coleoidi, molto più agili e veloci delle ammoniti, dotati sicuramente di pinne e di tentacoli con uncini cornei (documentati da ritrovamenti fossili eccezionalmente conservati) sono probabilmente da considerarsi tra i predatori più efficienti delle ammoniti. La notevole espansione e diversificazione delle belemniti nel Mesozoico è effettivamente parallela a quella degli ammonoidi.

### Riproduzione
Trattandosi di forme estinte, la ricostruzione delle modalità riproduttive degli ammonoidi è in gran parte speculativa. I riferimenti per questo tipo di studio sono principalmente gli analoghi costituiti dai cefalopodi attuali (Nautiloida e Coleoidea) e le osservazioni possibili sulla frequenza e sulla composizione delle tanatocenosi di ammoniti fossili.
Si trattava certamente di organismi dioici, con dimorfismo sessuale spesso marcato. L'ipotesi maggiormente riportata in letteratura è che i due sessi corrispondessero a morfotipi diversi di conchiglia: le femmine corrisponderebbero al morfotipo meno frequente, con conchiglia più grande e ornamentazione semplificata (macroconca) rispetto ai maschi. Questi ultimi avrebbero una conchiglia generalmente più piccola, (microconche), con ornamentazione più marcata, la cui imboccatura era sovente caratterizzata da strutture particolari sporgenti (rostro ventrale e apofisi laterali), con funzione ancora sconosciuta. Secondo questa ipotesi, i maschi sarebbero stati molto più numerosi delle femmine.
Di fatto, non vi è alcuna evidenza nel materiale fossile su quali fossero i maschi e quali le femmine, e gli analoghi attuali (cefalopodi nautiloidi e coleoidi) hanno stili di vita e caratteristiche generali troppo diversi rispetto agli ammonoidi per costituire riferimenti accettabili integralmente.
Più in generale, sulla strategia riproduttiva, è invece possibile fare ipotesi maggiormente fondate, soprattutto mediante confronti statistici tra le popolazioni attuali di cefalopodi e le tanatocenosi ad ammonoidi.
I nautiloidi attuali hanno una strategia riproduttiva basata su un numero relativamente basso di individui sessualmente maturi, che possono riprodursi diverse volte nell'arco della loro vita (le femmine sono quindi multipare) e sono piuttosto longevi (fino ad una ventina di anni di vita). Questi individui producono quindi un basso numero di uova e di individui neanici. Questi ultimi sono praticamente delle miniature degli adulti, con tutte le loro caratteristiche (ad eccezione della capacità riproduttiva), e i loro stessi limiti ambientali. Gli individui neanici sono inoltre di dimensioni ragguardevoli (circa trenta millimetri: dei veri giganti tra i cefalopodi): un “investimento” notevole per l'organismo-genitore in termini di energia e materiale biologico per ogni uovo. 
I cefalopodi coleoidei attuali (e verosimilmente anche molti di quelli fossili mesozoici, come le belemniti) hanno invece per la maggior parte una strategia riproduttiva basata sull'elevato numero degli individui maturi, che hanno un arco vitale limitato (di pochissimi anni, talora annuale o addirittura stagionale), e si riproducono una sola volta (le femmine sono spesso quindi semelpare) generando un numero molto elevato di uova ed individui neanici. Questi sono notevolmente diversi dagli adulti (lo stadio giovanile di questi cefalopodi si definisce para-larvale) e hanno nella maggior parte dei casi uno stile di vita planctonico, con elevata capacità di dispersione (spesso oceanica). La capacità di controllo del galleggiamento (mediante il fragmocono per le forme che ne sono dotate, o con meccanismi di tipo chimico) viene acquisita successivamente, durante gli stadi giovanili. Inoltre le uova e gli individui neanici sono tipicamente molto piccoli (meno di due millimetri), il che implica un basso “investimento” dell'individuo-genitore per ciascun uovo.
Le ammoniti formano spesso (negli ambienti più adatti alle loro condizioni di vita) tanatocenosi molto numerose, indice di popolazioni con elevato numero di individui. Questo le differenzia nettamente dai nautiloidi attuali e da quelli fossili di età mesozoica, che si rinvengono molto più sporadicamente anche dove i due gruppi risultano associati (il rapporto tra ammoniti e nautiloidi in questi casi è sempre decisamente a vantaggio delle prime). La frequenza di individui adulti o subadulti nelle tanatocenosi fossili sembra quindi avvicinare gli ammonoidi più ai coleoidi che non ai nautiloidi.
Inoltre, le specie di ammoniti, anche quelle limitate ad un ambiente di piattaforma continentale interna, hanno una diffusione così vasta e così rapida in termini geologici che per giustificarla la maggior parte dei ricercatori ammette uno stadio neanico e giovanile con stile di vita planctonico. Ancora, la maggioranza assoluta degli individui embrionali delle ammoniti è di dimensioni molto ridotte (< 2 mm), il che li avvicina decisamente ai Coleoidea. Quanto agli adulti sessualmente maturi, se le macroconche fossero effettivamente le femmine e le microconche i maschi, la sproporzione numerica dei due morfotipi (decisamente a vantaggio delle microconche) potrebbe essere spiegata con il fatto che le femmine siano multipare (e quindi avrebbero un arco vitale più lungo), mentre per i maschi l'evento riproduttivo sarebbe unico (seguito probabilmente dalla morte dell'individuo).
Spingere oltre l'analogia con i coleoidi tuttavia sarebbe fuorviante: in particolare, gli individui giovanili allo stadio di ammonitella, per quanto nella maggior parte dei casi differiscano significativamente dagli adulti come morfologia e ornamentazione, sono sostanzialmente piccole ammoniti con un fragmocono funzionale (analoghi al nauta, la conchiglia degli individui neanici nel gruppo dei nautiloidi e ben diversi rispetto agli stadi para-larvali dei coleoidi), che verosimilmente avevano galleggiamento neutro e vivevano come componenti del plancton. È probabile che avessero un iponomo funzionale e sufficiente capacità di propulsione per limitati spostamenti orizzontali in cerca di prede, che in questo contesto erano con ogni probabilità altri componenti, microscopici o sub-microscopici, lo zooplancton (ad esempio, nel Cretaceo, i foraminiferi planctonici; in tutto l'arco di vita del gruppo era comunque disponibile una notevole varietà di possibili prede: larve di coleoidi e di altri gruppi come gasteropodi, bivalvi, poriferi, celenterati...). È anche possibile che avessero un sufficiente controllo del galleggiamento per spostamenti verticali atti a sfuggire a condizioni ambientali avverse (eventi anossici che potevano interessate gli strati d'acqua più prossimi al fondale) e una capacità di migrazione verticale per seguire quella giornaliera dello zooplancton, che nei mari attuali si sposta verso la superficie di notte per nutrirsi di fitoplancton e tende ad immergersi di nuovo durante il giorno per ripararsi dalla radiazione ultravioletta del sole ed economizzare energia a una temperatura più bassa, oltre che per sfuggire alla maggior parte dei predatori. È probabile che gli ammonoidi neanici seguissero questi spostamenti per nutrirsi dello zooplancton “erbivoro”.
In effetti, secondo taluni ricercatori le caratteristiche della microstruttura conchigliare e la conformazione dei setti dell'ammonitella indicherebbero una resistenza molto maggiore all'alta pressione dell'acqua rispetto agli adulti, e sarebbero indice di un habitat relativamente profondo degli stadi giovanili: un simile habitat sarebbe stato più favorevole per la minore presenza di predatori (anche se avrebbe esposto maggiormente gli individui neanici a mortalità per fenomeni di carenza di ossigeno al fondo, frequenti nel Mesozoico). Anche negli oceani attuali la maggior parte della massa dello zooplancton è ai limiti inferiori e al di sotto della zona fotica, e questo avrebbe fornito maggiore abbondanza di prede delle piccole dimensioni richieste per gli individui giovanili degli ammonoidi, diminuendo la necessità di competizione in questo stadio e preservando un maggior numero di individui.